# Orlando furioso
L'Orlando furioso è un poema cavalleresco di Ludovico Ariosto pubblicato per la prima volta nel 1516 a Ferrara.
Il poema, composto da 46 canti in ottave, ruota attorno al personaggio di Orlando, cui è dedicato il titolo, e a molti altri personaggi. La prima edizione originale dell'Orlando furioso venne introdotta nel 1516 in 40 canti. Successivamente fu ripubblicata nel 1521, con minime aggiunte, finché, nel 1532, qualche piccola correzione linguistica portò all'edizione definitiva contenente 46 canti. L'opera, riprendendo la tradizione del ciclo carolingio e parzialmente del ciclo bretone, si pone a continuazione (gionta) dell'incompiuto Orlando innamorato di Matteo Maria Boiardo; in seguito, tuttavia, Ariosto considererà l'Orlando innamorato solo una fonte a cui attingere, a causa dell'inattualità dei temi del poema, dovuti alla materia cavalleresca, ma riuscirà a risolvere questo problema apportando modifiche interne all'opera - tra cui l'introduzione di tecniche narrative sconosciute al Boiardo - e soprattutto intervenendo spesso nel corso del poema spiegando al lettore il vero fine degli avvenimenti.
Caratteristica fondamentale dell'opera è il continuo intrecciarsi delle vicende dei diversi personaggi, che costituiscono molteplici fili narrativi (secondo la tecnica dell'entrelacement, eredità del romanzo medievale), tutti armonicamente tessuti insieme. La trama è convenzionalmente riassunta in relazione a tre vicende principali, emblemi anche del sovrapporsi nel poema di diversi generi letterari: innanzitutto la linea epica della guerra tra musulmani (Saraceni) e cristiani, che fa da sfondo all'intera narrazione e si conclude con la vittoria dei secondi.
La vicenda amorosa è incentrata invece sulla bellissima Angelica in fuga da numerosi spasimanti, tra i quali il paladino Orlando, di cui viene sin dalle prime ottave preannunciata la pazzia, portando all'estremo la dimensione del cavaliere cristiano della chanson de geste votato alla fede. Le ricerche (o inchieste) dei vari cavalieri per conquistare Angelica si rivelano tutte vane, dal momento che (prima di uscire definitivamente dal poema nel XXIX canto, per giunta a testa in giù sulla sabbia) la donna sposerà il musulmano Medoro, causando la follia di Orlando e l'ira degli altri cavalieri.
Il terzo motivo, quello encomiastico o celebrativo (su cui tuttavia persistono all'interno del poema una serie di ombre), consiste nelle peripezie che portano alla realizzazione dell'amore tra Ruggiero, cavaliere pagano discendente del troiano Ettore, e Bradamante, guerriera cristiana, i quali riusciranno a congiungersi solo dopo la conversione di Ruggiero al termine della guerra: da questa unione discenderà infatti la Casa d'Este.

## Composizione dell'opera

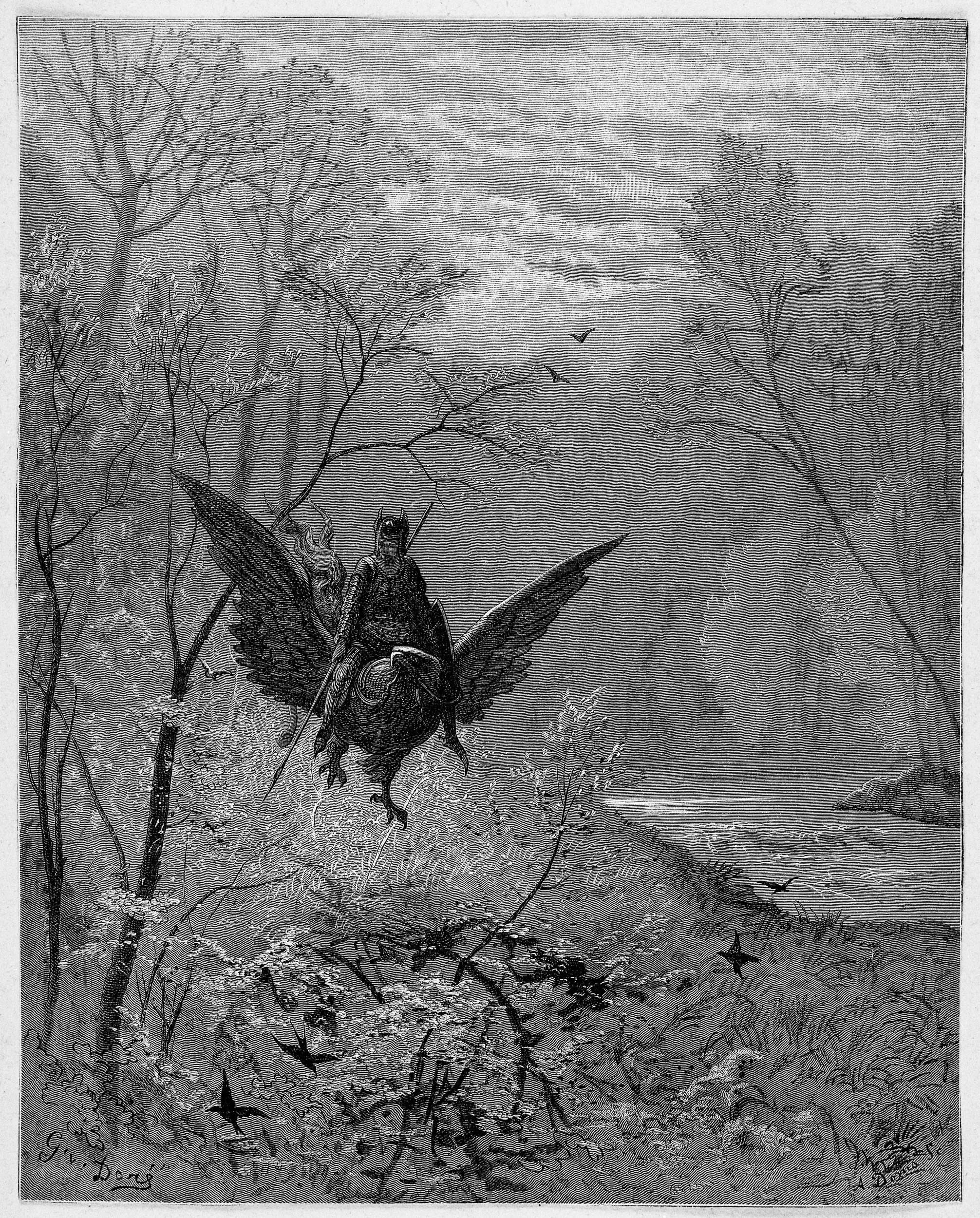
Scena del poema illustrata da Gustave Doré

Le vicende di Orlando e dei paladini di Carlo Magno erano già molto note alla corte estense di Ferrara grazie all'Orlando innamorato di Matteo Maria Boiardo quando l'intellettuale cortigiano Ariosto comincia a scrivere il nuovo romanzo attorno al 1505. Il poema, pur essendo concepito come gionta (continuazione) dell'Orlando Innamorato del Boiardo, non fu mai ridotto a vero e proprio seguito del poema boiardesco: dimostrazione di questa mancanza di completezza è il fatto che, come giustamente fa notare sul «finale epico» Alberto Casadei, Ariosto non portò a termine tutti i nuclei narrativi aperti dal Boiardo. Anche la scelta di Angelica come punto di partenza del Furioso non era in questo senso ovvia: Boiardo aveva voluto privilegiare le "armi" agli "amori" finendo per trascurare Angelica per gran parte del secondo libro e per i nove canti del terzo nel progressivo snodarsi delle vicende epiche.
Alla libertà di Ariosto nella relazione con la sua fonte principale corrisponde anche l'impostazione di un poema che non si chiude completamente: il duello finale tra Ruggiero e Rodomonte, indubbio innalzamento epico della vicenda, lascia nel lettore un'impressione di incompletezza e insoddisfazione. Compiutezza mancata di cui sono rappresentazioni fedeli anche la profonda ambiguità dell'autore, la perenne oscillazione tra le "arme" e gli "amori" (e quindi tra l'epos e il romanzo) e la dimensione incompleta dei cavalieri sulla scena di cui è immagine emblematica la presentazione nel primo canto: di Orlando viene innanzi tutto evocata la pazzia; Rinaldo entrerà in scena inseguendo a piedi il suo cavallo; Ferraù è impegnato a ripescare un elmo smarrito nell'acqua; Sacripante compare mentre rimpiange la verginità di Angelica e definisce il suo amore come un insieme di pulsioni materialistiche e di ambizioni di primato, per essere poi sconfitto immediatamente al passaggio di un cavaliere senza identità.
Sin dalla quadripartizione iniziale (le donne/i cavalieri/le arme/gli amori) la trama si sviluppa evocando un tempo mitico rimpianto dall'autore sul cui sfondo si proietta la guerra tra pagani e cristiani. Quadripartizione che è anche denuncia di appartenenza a un sistema di letteratura, e fusione dei cicli epici ("le arme") medievali e della dimensione amorosa dei romanzi, in questo fedele ripresa del materiale boiardesco.
La materia cavalleresca, i luoghi e i personaggi principali sono gli stessi, ma l'elaborazione di tutti gli elementi risponde a una ricerca letteraria molto più profonda. I personaggi acquistano una dimensione psicologica potente, il racconto diviene un insieme organico di vicende intrecciate in un'architettura di grandiosa complessità, che è anche un continuo tentativo di abbracciare l'infinità mutevole dei percorsi dei personaggi.
Il Furioso si presenta dunque come opera simbolo di un sistema, quello cortigiano e rinascimentale, proprio al momento della sua crisi: lo sguardo all'indietro e il tono nostalgico dell'incipit rivela (parallelamente al Cortegiano di Castiglione) già un rimpianto per una civiltà al tramonto, devastata dalle incursioni straniere e corrotta dalla sete di denaro e dall'avidità.
Pienamente inserita nel dibattito culturale dell'epoca, l'opera ariostesca acquisisce ufficialmente lo scettro del primo poema in una lingua che può considerarsi "italiana", proprio a seguito della revisione del Bembo, che nel 1525 - non a caso tra le due ultime edizioni del Furioso - aveva prodotto le Prose della volgar lingua.

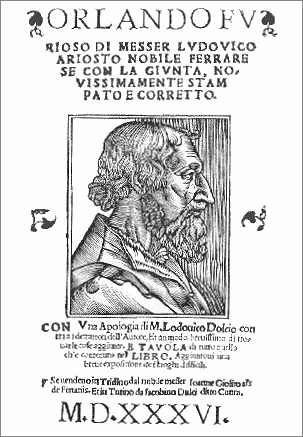
L'opera in un'edizione del 1536

A ciò si aggiunge la dimensione di un'opera letteraria pensata e curata per la pubblicazione a stampa, volta quindi alla diffusione verso un pubblico più vasto: in questo senso, e in molti altri ancora, si può parlare della prima grande opera di letteratura moderna nella cultura occidentale.

### Edizioni e revisioni
Ariosto iniziò la prima stesura dell'opera tra il 1504 e il 1507. I primi riferimenti sicuri circa un lavoro dell'autore attorno all'opera sono del 3 febbraio 1507; le notizie si infittiscono negli anni a seguire finché una missiva del 17 settembre 1515, indirizzata dal cardinale Ippolito d'Este - al cui servizio si trovava Ariosto in quel momento - al marchese di Mantova Francesco II Gonzaga, lascia intendere che il poema sia stato portato a termine e vi sia una prima volontà di pubblicazione. La prima edizione dell'Orlando Furioso, contenente quaranta canti (e non quarantasei, come nell'edizione definitiva), apparve a Ferrara il 22 aprile 1516, per l'editore Giovanni Mazocco: recava una dedica al cardinale Ippolito, il quale, poco interessato alla letteratura, non mostrò alcun apprezzamento (proprio alludendo all'ingratitudine del cardinale il poeta concluse l'opera con il motto Pro bono malum, “Male in cambio di bene”). Il successo complessivo fu invece già molto significativo, e non mancarono ammiratori illustri quali Niccolò Machiavelli, che parlò di poema «bello tucto, et in di molti luoghi […] mirabile».
La seconda edizione fu pubblicata ancora a Ferrara il 13 febbraio 1521 per i tipi dell'editore milanese Giovanni Battista da la Pigna. La necessità di questa prima revisione nasce dal fatto che l'edizione del 1516 aveva molte imperfezioni secondo il parere dello stesso autore: questi, infatti, si impegnò subito in una lunga revisione, soprattutto per quanto riguardava le scelte linguistiche, in cui l'autore vi si mosse per una toscanizzazione dell'opera, dapprima infatti impostata su d'un forte plurilinguismo di matrice toscana, padana (specie ferrarese e lombarda) e latineggiante. Infine, bisogna ricordare che questa prima edizione era stata pensata quasi esclusivamente per divertire la corte e per celebrare la casata estense. Non ci sono tuttavia altre modifiche di rilievo, nonostante fra il 1518 e il 1519 Ariosto avesse ideato cinque nuovi canti, che per volontà dell'autore, probabilmente per la loro eccessiva dissonanza con il resto del poema, non vennero però mai inseriti nell'opera.
Queste due edizioni erano tuttavia ancora molto diverse da quella finale. Nel frattempo Ariosto si rese conto che l'opera aveva riscosso un grande successo: prima della terza edizione aveva già avuto, a seguito della grande richiesta, ben 17 ristampe.
Una terza edizione fu pubblicata, sempre a Ferrara, il 1º ottobre 1532 presso Francesco Rosso da Valenza. Ariosto aveva rielaborato il testo in maniera più ampia. La differenza è subito evidente sul piano linguistico: le prime due edizioni rimanevano comunque rivolte prevalentemente a un pubblico ferrarese o padano, scritte in una lingua che teneva comunque conto delle espressività popolari, soprattutto lombarde e toscane. La seconda revisione invece mira a ricreare un modello linguistico italiano e nazionale secondo i canoni teorizzati da Pietro Bembo (che nelle sue Prose della volgar lingua, pubblicate dal Bembo quattro anni dopo la seconda edizione del Furioso, riformula il suo ideale di petrarchismo).
Inoltre viene modificata la struttura e vengono inseriti nuovi canti (i canti IX-XI, XXXII-XXXIII, XXXVII, XLIV-XLVI) e gruppi di ottave distribuiti in parti diverse dell'opera. Le dimensioni cambiano, il poema viene quindi portato a 46 canti, modificandone la suddivisione e l'architettura. Vengono aggiunti diversi episodi e scene, che risultano tra quelli di maggiore intensità (anticipando in un certo grado anche la futura teatralità shakespeariana). Infine compaiono i molti riferimenti alla storia contemporanea, con numerosi accenni alla grave crisi politica italiana del Cinquecento.
A proposito della relazione fra prima e terza edizione del poema, il critico Stefano Jossa ha commentato: «Se il primo Furioso era il poema di una crisi in atto, il terzo Furioso a quella crisi si propone di dare una risposta. L’ultima redazione del poema si configura, allora, anche come una reazione alla prima: il terzo Furioso, in altri termini, non è solo un ampliamento o arricchimento del primo, ma è un altro poema, cui l’autore affida un diverso progetto politico e culturale. Ciò non significa che ci troviamo davanti a due poemi diversi, visto che il terzo Furioso sostituisce, pur non cancellandolo, il primo: lo presuppone, come elemento dialettico interno, ma ne può fare anche definitivamente a meno. Il primo Furioso, in altri termini, dopo la pubblicazione dell’edizione del 1532, sopravvive dentro al terzo, ma solo lì, senza più alcuna reale autonomia.» .
Nella sua redazione definitiva l'opera è costituita da 4.842 ottave per un totale di 38.736 versi.

## Le trame principali
Nel complesso intreccio di questo poema epico-cavalleresco si possono identificare tre nuclei narrativi: la guerra tra Cristiani e Saraceni; la pazzia di Orlando dopo la scoperta dell'amore tra l'amata Angelica ed il fante saraceno Medoro; la storia genealogico-encomiastica di Ruggiero e Bradamante, indicati come i capostipiti della casa d'Este, che così viene celebrata.

### In dettaglio

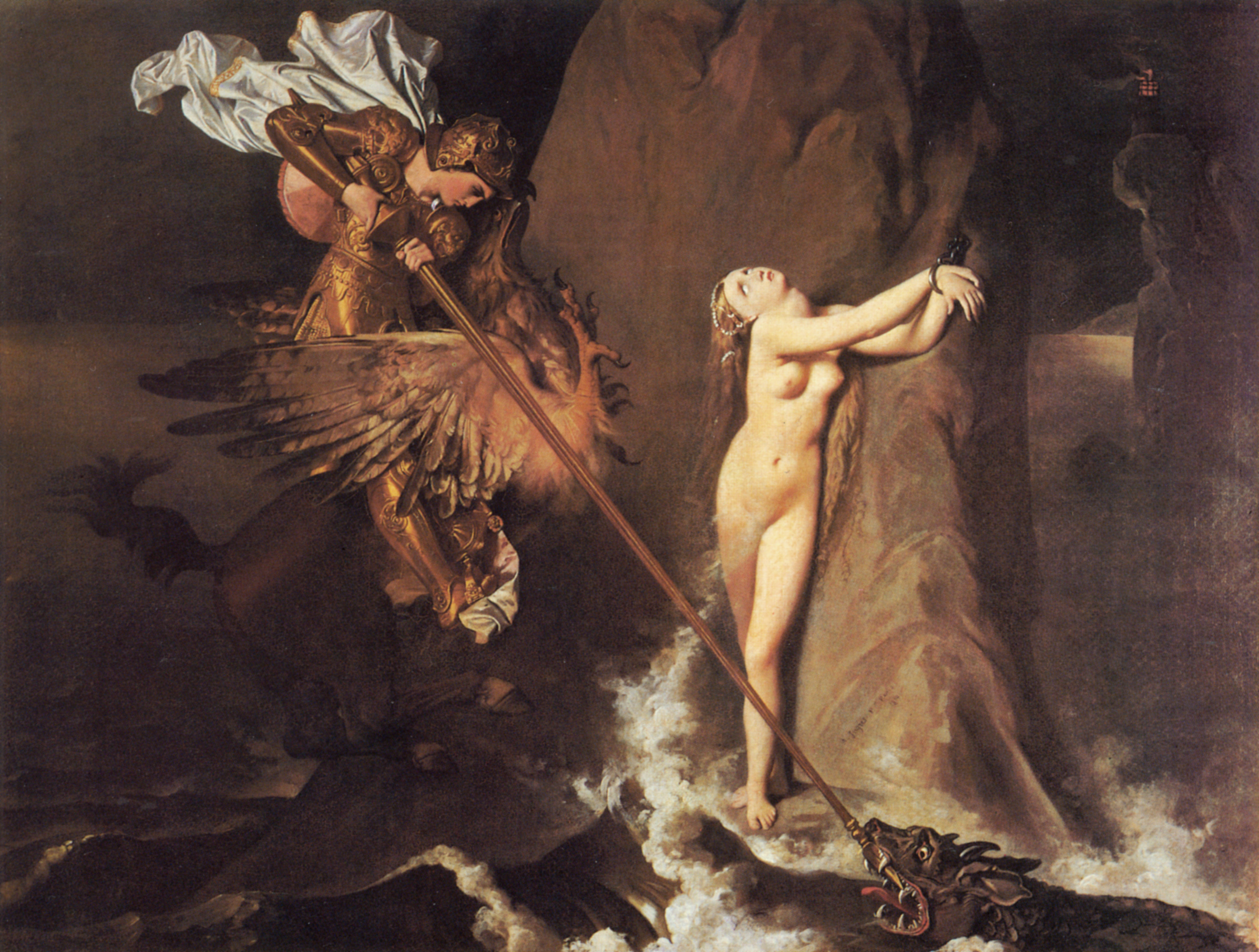
Ruggero libera Angelica, dipinto di Jean Auguste Dominique Ingres, 1819, Parigi, Musée du Louvre.

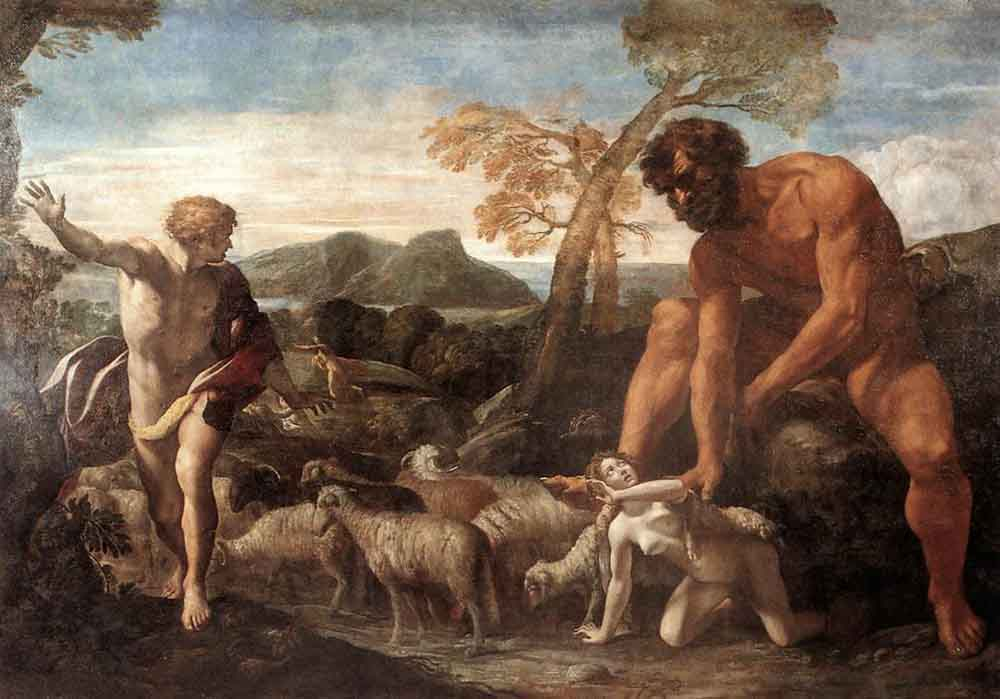
Norandino e Lucina scoperti dall'Orco, olio su tela di Giovanni Lanfranco, 1624, Roma, Galleria Borghese.

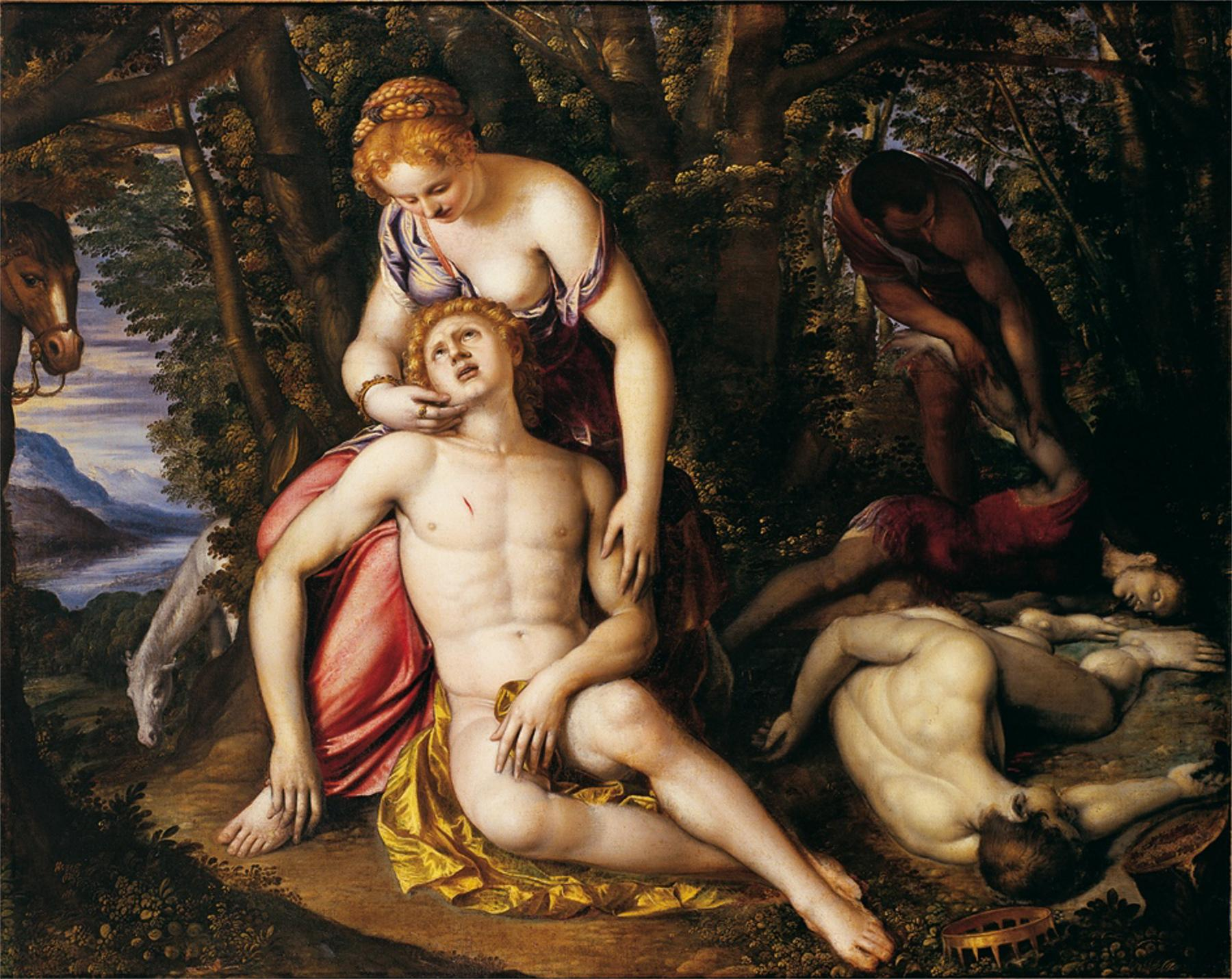
Angelica si innamora di Medoro, dipinto di Simone Peterzano, Collezione privata.

Prima che inizi la guerra tra i Mori, che assediano Parigi, e i cristiani, Carlo Magno affida Angelica al vecchio Namo di Baviera, per evitare la contesa tra Orlando e Rinaldo che ne sono entrambi innamorati, e la promette a chi si dimostrerà più valoroso in battaglia.
I cristiani sono messi in rotta e Angelica ne approfitta per fuggire ancora. Intanto il perfido Pinabello scopre che Bradamante appartiene alla casata dei Chiaramontesi, nemica di quelli di Maganza, a cui egli appartiene: allora a tradimento getta la fanciulla in una profonda caverna. Qui però Bradamante è salvata dalla maga Melissa, che la guida alla tomba di Merlino, dove la guerriera viene a conoscere tutta la sua illustre discendenza, la casata estense. Melissa informa Bradamante che, per potere liberare Ruggiero, dovrà impadronirsi dell'anello magico di Angelica, che il re Agramante ha affidato al nano truffaldino Brunello. L'anello infatti ha un doppio potere: portato al dito rende immuni dagli incantesimi, mentre tenuto in bocca rende invisibili.
Orlando, in seguito a un sogno, parte da Parigi alla ricerca di Angelica, seguito dal fedele amico Brandimarte. A sua volta la sposa di questo, dopo un mese, si mette alla sua ricerca. Orlando salva Olimpia dalle mire di Cimosco, re della Frisia, e libera il suo promesso sposo, Bireno. Il giovane però si innamora della figlia di Cimosco, sua prigioniera, e abbandona Olimpia su una spiaggia deserta.
Intanto Ruggiero, che ha appreso da Logistilla a mettere le redini all'ippogrifo, giunge in Occidente, salva Angelica dall'Orca di Ebuda ed è affascinato dalla sua bellezza; ma la fanciulla, che è tornata in possesso del suo anello fatato, si dilegua.
Orlando giunge anch'egli all'isola di Ebuda e salva Olimpia da una sorte analoga a quella di Angelica riuscendo anche a uccidere l'Orca. Proseguendo nella ricerca della donna amata, resta prigioniero in un nuovo palazzo fatato di Atlante, insieme a Ruggiero, Gradasso, Ferraù e Bradamante. Vi giunge anche Angelica, che libera Sacripante per farsi da lui scortare, ma per errore anche Orlando e Ferraù la inseguono.
Mentre questi combattono tra loro, Angelica si dilegua portando via l'elmo di Orlando. Il paladino libera la principessa pagana Isabella, che, innamorata di Zerbino, figlio del re di Scozia, è stata rapita da una banda di ladroni. Nel palazzo fatato di Atlante cade prigioniera anche Bradamante, sempre alla ricerca di Ruggiero. Intanto i Mori scatenano l'assalto a Parigi, e il re saraceno Rodomonte riesce a penetrare nella città, compiendo quindi una grande strage di guerrieri e di civili.
In soccorso di Carlo Magno assediato a Parigi giunge Rinaldo con le truppe inglesi e scozzesi, e con la protezione dell'arcangelo Michele il paladino uccide il re Dardinello; nella notte due giovani guerrieri saraceni, Cloridano e Medoro, cercano il cadavere del loro signore sul campo di battaglia e alfine lo trovano, ma vengono sorpresi dai cristiani; Cloridano rimane ucciso e Medoro è abbandonato gravemente ferito sul terreno, per poi essere trovato e salvato da Angelica, che si innamora di lui, anche se è un umile fante. Medoro e Angelica si uniscono in matrimonio e partono per raggiungere il Catai.
Orlando intanto ricongiunge Isabella a Zerbino e insegue il re tartaro Mandricardo. Per caso capita sul luogo degli amori di Angelica e Medoro e vede incisi i loro nomi ovunque. Dal pastore che li aveva ospitati apprende la loro storia d'amore, e per il dolore diviene pazzo. Trasformatosi in una sorta di essere bestiale, compie folli atti distruttivi. Per difendere le armi che Orlando ha disperso, Zerbino si batte con Mandricardo e viene ucciso.
A Parigi i cristiani sono di nuovo sconfitti in battaglia. Ma l'arcangelo Michele scatena la discordia nel campo pagano e i vari guerrieri entrano in contesa fra di loro.
Rodomonte apprende che la sua promessa sposa, Doralice, gli ha preferito Mandricardo e, quasi folle, lascia il campo saraceno, proclamando il suo disprezzo per tutte le donne. Invece, incontrata Isabella, si innamora di lei. La fanciulla, per serbarsi fedele alla memoria di Zerbino e per sottrarsi alle mire del pagano, si fa uccidere da lui con un inganno.
Rodomonte si imbatte in Orlando folle, e i due ingaggiano una lotta. Poi Orlando, sempre fuori di sé, passa a nuoto fino in Africa. I Saraceni sono di nuovo sconfitti, e devono ripiegare nel Sud della Francia, ad Arles. Astolfo, venuto in possesso dell'ippogrifo, vaga per varie regioni, giungendo poi in Etiopia, dove libera il re Senapo dalla persecuzione delle Arpie; quindi discende nell'Inferno, sale al paradiso terrestre e poi sulla Luna dove recupera il senno perduto da Orlando.
Bradamante cade in preda a una folle gelosia, perché crede che Ruggiero ami Marfisa. Tra le due donne inizia un violento duello che provoca un nuovo scontro tra cristiani e pagani. Bradamante prima sbaraglia due mori, poi Ferraù, che la riconosce e rivela la sua identità a Ruggiero. Questi la convince ad appartarsi presso un sepolcro eretto in mezzo a un bosco dove potere discutere. Vi arriva quindi anche Marfisa e il combattimento riprende, coinvolgendo il cavaliere saraceno. A interrompere il triplo duello interviene l'anima del mago Atlante (sepolto in quella tomba) che svela a Ruggiero e Marfisa di essere fratelli gemelli. Venuta a sapere che il loro padre era stato ucciso dal padre del re d'Africa Agramante, Marfisa si dichiara cristiana e invita il fratello a fare altrettanto, strappando però solo una promessa. I tre guerrieri intervengono poi per punire il malvagio Marganorre, il quale aveva in odio tutte le donne. Ruggiero torna infine ad Arles e le due guerriere si recano all'accampamento cristiano, dove Marfisa viene battezzata e si mette al servizio di re Carlo.
Astolfo torna nuovamente in Etiopia e guida l'esercito etiope per l'intera Africa facendo guerra ai pagani rimasti in patria. In breve i Saraceni sono costretti a rifugiarsi nella città di Biserta.
Venuto a conoscenza delle vittorie dei cristiani, re Agramante cerca di concludere al più presto alla guerra in Europa, attraverso un unico duello tra Ruggiero e Rinaldo. I due cavalieri giurano di passare all'esercito avversario se qualcuno appartenente al proprio esercito fosse intervenuto nel combattimento. Durante il loro duello Melissa assume le sembianze di Rodomonte e convince re Agramante a intervenire rompendo i patti. La feroce battaglia che ne scaturisce si conclude con la fuga dell'esercito saraceno che si imbarca e abbandona l'Europa. Prima di raggiungere l'Africa, la flotta viene abbordata dalle navi cristiane comandate da Dudone. Solo re Agramante e re Sobrino si salvano su una scialuppa.
Nel frattempo in Africa i cavalieri cristiani fatti prigionieri da Rodomonte vengono liberati. Tra di essi ci sono Oliviero, Sansonetto e Brandimarte che può così riabbracciare Fiordiligi. Durante i festeggiamenti per la liberazione, arriva Orlando e semina il panico nell'accampamento. Viene però immobilizzato e Astolfo può finalmente restituirgli il senno.
L'imbarcazione sulla quale si trovano re Agramante e re Sobrino è costretta a fermarsi sull'isola di Lipadusa (Lampedusa), dove i due ritrovano re Gradasso.
Intanto Ruggiero, in viaggio verso la Francia, scopre che è stato Agramante a interrompere il suo duello con Rinaldo, ma non mantiene il giuramento fatto e si imbarca per raggiungere in Africa il re pagano. Durante la navigazione si trova di fronte a una tempesta e il cavaliere abbandona le sue armi sull'imbarcazione, riuscendo a salvarsi dopo essersi aggrappato a uno scoglio. Nell'isola incontra un eremita che gli insegna le basi della religione cristiana e lo battezza.
La nave abbandonata da Ruggiero giunge a Biserta, così Orlando, Brandimarte e Oliviero si dividono le armi del cavaliere. I tre raggiungono quindi Lampedusa dove si scontrano con i tre re saraceni. Re Gradasso uccide Brandimarte mentre Oliviero viene gravemente ferito, ma Orlando uccide subito dopo re Agramante e re Gradasso. Re Sobrino, rimasto ferito, viene invece graziato.
In Francia, Rinaldo è ancora tormentato dall'amore per Angelica e decide di raggiungere la donna mettendosi in viaggio verso Oriente. Grazie alla magia di Malagigi, Rinaldo, arrivato nelle Ardenne, beve alla fonte del disamore e, riacquistato il suo senno, si congiunge con gli altri paladini a Lampedusa. Durante il viaggio di ritorno in Francia, i paladini si fermano presso lo scoglio dell'eremita dove incontrano Ruggiero. Saputo della conversione dell'uomo, Rinaldo gli promette in sposa la sorella Bradamante.
Una volta giunti a Parigi, Ruggiero viene a sapere che Amone, padre di Bradamante, si è già accordato con Costantino, imperatore romano d'Oriente, per dare in sposa Bradamante al figlio di costui, Leone. Il cavaliere parte allora per la Bulgaria con l'intenzione di uccidere il suo rivale, ma viene fatto prigioniero. Bradamante convince Carlo Magno a indire un torneo: lei si darà in sposa solo a chi saprà resisterle dall'alba al tramonto. Crede di combattere contro Leone, in realtà si tratta di Ruggiero, nel frattempo liberato dal figlio dell'imperatore, che vince a favore del rivale. Ma quando Leone scopre la verità, diventa grande amico di Ruggiero e rinuncia alla mano di Bradamante.
Il matrimonio tra Ruggiero e Bradamante viene finalmente celebrato, ma dopo nove giorni di festeggiamenti arriva Rodomonte, accusa il novello sposo di tradimento verso re Agramante e lo sfida a duello. Il combattimento si trasforma quasi subito in una lotta corpo a corpo, finché Ruggiero uccide, con tre pugnalate nella fronte, Rodomonte.

## Sintesi dei singoli canti
Canto I
Il celebre proemio espone la materia del poema, insieme amorosa e guerresca, rivendicando in particolare l’assoluta novità di uno dei temi trattati: la follia di Orlando. Alla protasi seguono l’invocazione semi-scherzosa del poeta alla sua donna, affinché non lo riduca come il paladino, e la dedica a Ippolito d’Este. La narrazione inizia con Angelica che incontra Rinaldo, rimasto a piedi dopo la sospensione del duello con Ruggiero: Angelica volta il cavallo e corre via verso un fiume, dove trova Ferraù che ha appena perso l'elmo che fu di Argalia, il fratello di lei. Si offre quindi di difendere la principessa contro Rinaldo, ma questa durante il duello fugge via. Accortisi di ciò, i due decidono di sospendere il duello per cercare Angelica, e salgono insieme sullo stesso cavallo. Giunti a un bivio decidono di dividersi: Ferraù si perde nella selva, si ritrova al fiume di prima e quindi cerca di riprendersi l'elmo, ma il fantasma di Argalia gli appare per ricordargli la sua promessa di restituire l'elmo dopo quattro giorni. Ferraù allora promette che prenderà l'elmo di Orlando. Angelica, fermatasi presso un ruscello, scorge Sacripante che si lamenta per amore della stessa ragazza, la quale non sa se manifestarsi e avere il cavaliere come guida o rimanere nascosta; alla fine propende per la prima alternativa. All'improvviso giunge un cavaliere che facilmente fa cadere Sacripante dal cavallo, ricoprendolo di vergogna: questa raddoppia quando il pagano scoprirà di essere stato messo al tappeto da una donna, Bradamante, che dopo lo scontro se ne va. Angelica e il suo accompagnatore trovano poi nella selva Baiardo, il cavallo di Rinaldo, che avendola riconosciuta si mette al servizio della dama. Ma dopo poco giunge anche Rinaldo.
Canto II
Nel breve proemio il poeta si rivolge ad Amore, chiamandolo "ingiustissimo" perché troppo raramente fa sì che gli amanti si corrispondano. Rinaldo e Sacripante si sfidano a duello per Baiardo, il cavallo di Rinaldo e per Angelica. Nonostante il saraceno sia a cavallo, la sfida è equa perché Baiardo si rifiuta di attaccare il suo padrone, e Sacripante è costretto a scendere. Per paura che Rinaldo vinca lo scontro, Angelica scappa via e incontra un eremita il quale evoca uno spirito che, assunta la forma di un valletto, convince i due contendenti che Angelica è fuggita verso Parigi con Orlando, quindi Rinaldo parte al galoppo con Baiardo che stavolta gli permette di salire. Una volta giunto a Parigi,egli trova la città assediata da Agramante; Carlo fa ripartire subito il paladino per cercare aiuto in Inghilterra, ma nello stretto della Manica Rinaldo è bloccato da una fortissima tempesta. Bradamante intanto, alla ricerca di Ruggiero, arriva presso una fonte, dove trova un cavaliere, Pinabello, che si dispera perché un cavaliere su un ippogrifo ha rapito la donzella amata che era con lui. Gradasso e Ruggiero si erano offerti di aiutarlo, ma, dopo essere stati entrambi battuti in duello dal cavaliere dell'ippogrifo, che volando si sottraeva ai loro assalti, a un tratto erano scomparsi, quindi lui era tornato indietro, sconsolato. Bradamante, dopo avere sentito la storia, offre il suo aiuto al cavaliere. Il desiderio di recuperare Ruggiero è talmente forte che ella rifiuta anche di dare aiuto alla sua città, che le ha inviato un messaggero, contro quelle limitrofe che si sono alleate con Marsilio. I due si avviano assieme per cercare di liberare i loro rispettivi amati. Ma nel cavaliere, maganzese, quando scopre che la donna viene da Chiaromonte, si riaccende un antico odio verso i membri di questa città; quindi con uno stratagemma egli cerca di uccidere Bradamante, facendola cadere giù per un dirupo.
Canto III
Nel proemio encomiastico l’autore si domanda retoricamente dove troverà le risorse per trattare un così “nobil suggetto” come la dinastia estense, un tema che solo Apollo potrebbe cantare degnamente e che lui si limiterà perciò in questo canto ad abbozzare. Pinabello, credendo di essersi sbarazzato di Bradamante, le ruba il cavallo e va via. La donna però è ancora viva e sul fondo della caverna trova una porta dietro la quale vi è una specie di santuario: qui incontra la maga Melissa, seguace del mago Merlino, nella cui tomba si trovano. Ella rivela a Bradamante una profezia che la riguarda: da lei e Ruggiero nascerà la nobile dinastia degli Estensi. Lo spirito di Merlino le presenta poi tutti i personaggi più illustri di questa dinastia. Dopodiché Melissa si offre di aiutare la guerriera a salvare Ruggiero: ella dovrà rubare un anello a un ladro di nome Brunello, anello che rende immune dagli incantesimi. Quest'oggetto sarà fondamentale nel combattimento con Atlante, mago che tiene Ruggiero prigioniero. Giunte presso Bordeaux, le due donne si dividono: presso una locanda Bradamante finalmente trova Brunello.
Canto IV
La simulazione è biasimevole, ma spesso è necessaria "in questa assai più oscura che serena / vita mortal, tutta d'invidia piena": questa l'amara riflessione che il poeta affida all'ottava proemiale. Brunello è molto abile nel rubare e nel mentire, quindi Bradamante cerca di catturare la sua simpatia mentendo a sua volta. Un negromante terrorizza il villaggio in cui i due si trovano: la guerriera si offre di sconfiggerlo e Brunello decide di andare con lei. Bradamante lega Brunello a un albero e sfida il negromante. Questi, che poi si rivela essere Atlante, viene facilmente sconfitto dalla ragazza, grazie al potere dell'anello. Quando Bradamante viene a sapere che Atlante sta nascondendo Ruggiero, costringe il negromante a portarla alla rocca e successivamente a liberare tutti i prigionieri e Ruggiero. I due amanti stanno per riabbracciarsi, ma ecco Atlante mandare a Ruggiero un ippogrifo che in poco tempo lo porta tra le nuvole, lontano dal suo destino.
Rinaldo, nel frattempo, viene portato dalla tempesta nella Scozia settentrionale, presso una foresta, che inizia a esplorare. Presso un'abbazia gli viene raccontato che la figlia del re del posto, Ginevra, è stata colta in adulterio da un nobile e sarà arsa sul rogo se un campione non sconfiggerà questo nobile in un duello: questa è l'aspra legge di Scozia. Rinaldo immediatamente si offre di salvare la donna: quindi parte insieme a uno scudiero che gli mostri la strada da percorrere. Ma dopo poco essi incontrano una donzella, braccata da due briganti: subito Rinaldo la salva e per guadagnare tempo, ascolta la storia della donzella mentre riprende il cammino.
Canto V
In "tutti gli altri animai che sono in terra" i sessi convivono pacificamente, è solo nella specie umana che il maschio è violento con la femmina: un comportamento abominevole, contro natura e contro Dio, che Ariosto condanna accoratamente nelle ottave proemiali. La ragazza, che si chiama Dalinda ed è la damigella di Ginevra, racconta a Rinaldo e allo scudiero tutta la storia: ella aveva un amante, Polinesso, il quale le aveva chiesto di fare di tutto per realizzare il suo matrimonio con Ginevra e diventare re, ma la principessa era già innamorata di un tale Ariodante. Così l'amore di Polinesso per Ginevra si era tramutato in odio: dopo avere fatto terminare la relazione tra i due amanti, Ariodante aveva deciso di uccidersi gettandosi da una rupe per il troppo dolore; suo fratello Lurcanio a quel punto si era appellato al re per punire Ginevra. Sentita tutta la storia, Rinaldo parte per Saint Andrews, città dove risiede la corte reale scozzese, e qui fa sospendere dal re un combattimento di Lurcanio con un altro guerriero: narrato tutto l'inganno alla corte, sfida a duello Polinesso e lo uccide, liberando Ginevra dalle accuse. Il re nel premiare Rinaldo chiede anche l'identità dell'altro cavaliere.
Canto VI
Nel proemio Ariosto afferma che il male commesso si palesa da sé, perché, per quanto il malvagio tenti di occultarla, è lui stesso che inavvedutamente manifesta prima o poi la propria colpa. Tra lo stupore di tutti, si scopre che dietro l'elmo vi è Ariodante! Questi infatti si era gettato sì dalla rupe, ma era sopravvissuto e aveva raggiunto a nuoto il lido. Dopo lunghe riflessioni, ospitato presso un eremita, aveva deciso di difendere l'amata dall'accusa mossa dal suo stesso fratello. Il re, avuta testimonianza dell'amore del ragazzo per sua figlia, decide di farli sposare e, su consiglio di Rinaldo, proscioglie dalle accuse anche Dalinda. Intanto Ruggiero sta volando, rapito dall'ippogrifo di Atlante, che dopo avere viaggiato per molto tempo, atterra in Sicilia, in un boschetto. Ruggiero subito scende e lega l'animale a un albero di mirto, il quale però si lamenta per il dolore: si tratta di Astolfo, tramutato in albero da Alcina, che lo aveva prima amato, poi rifiutato e quindi trasformato. Ruggiero allora, per salvare quello che è anche il cugino della sua amata Bradamante, si dirige verso il palazzo di Logistilla, sorella ma nemica di Morgana e Alcina. Lungo la strada viene però attaccato da individui che rappresentano i vizi, i quali lo catturerebbero se Bellezza e Leggiadria, uscite dalle mura della città di Alcina, non intervenissero, città in cui Ruggiero si reca. Qui regnerebbe un clima di pace e prosperità, se non fosse per la gigantessa Erifilla, personificazione dell'avarizia, che il paladino accetta di affrontare.
Canto VII
Chi va in terra straniera al suo ritorno racconta cose che non son credute dallo “sciocco vulgo”, analogamente qualcuno potrebbe dubitare della verità del racconto ariostesco. Nel proemio il poeta, rivendicando con forza la realtà effettiva di ciò che canta, afferma così antifrasticamente il carattere tutto letterario della narrazione. Dopo che Ruggiero colpisce la gigantessa, essa cade a terra a sancire la vittoria del paladino nel duello: quindi questi e le due personificazioni riprendono il cammino e giungono nel bel palazzo della bella Alcina. Ruggiero inizialmente non si lascia ammaliare dalla bellezza della ragazza solo perché Astolfo lo aveva messo in guardia, ma poi inizia a cedere fin quando addirittura egli e la malvagia maga esplodono in una passionale relazione, che fa totalmente dimenticare al ragazzo tutto il resto della sua vita, compresa Bradamante. Ella, essendosi vista portare via l'amato a pochi metri dall'abbraccio con lui, inizia a cercarlo ovunque le venga in mente, disperata. A un tratto incontra la maga Melissa, che le aveva predetto la sua sontuosa progenie, che la informa che Ruggiero ora si trova sull'isola di Alcina. Bradamante moltiplica la sua disperazione, tanto che Melissa le promette che riporterà in poco tempo il suo amato in Francia, ma per battere Alcina ella ha bisogno dell'anello della guerriera. Giunta presso l'isola e assunte le sembianze di Atlante, Melissa rimprovera Ruggiero e gli fa indossare l'anello per farlo tornare in sé e fargli scoprire che la meravigliosa bellezza di Alcina era solo un'illusione. Subito il paladino si mette le armi e, in sella al cavallo che fu dell'Argalia, si dirige senza essere visto verso il regno di Logistilla.
Canto VIII
Alcina è una “vera” maga, ma incantatori e incantatrici non mancano neanche “tra noi”, solo che non ricorrono agli incantesimi, ma alla simulazione e alla menzogna per legare a sé gli amanti. La fata, per correre dietro a Ruggiero, lascia il castello incustodito e subito Melissa ne approfitta sciogliendo tutti i sortilegi fatti: distrugge il castello, riporta in forma normale tutte le persone vittime degli incantesimi (compreso Astolfo) e le fa riportare nei loro paesi d'origine. Melissa, dopo avere trovato la lancia d'oro di Argalia, si reca anch'essa da Logistilla, in sella all'ippogrifo di Ruggiero.
Rinaldo nel frattempo ha chiesto al re di Scozia di sostenere con truppe la guerra di Carlo in Francia: la richiesta viene accolta con la più assoluta disponibilità; stessa reazione gli viene dal re Ottone I di Inghilterra.
Angelica intanto sta scappando, impaurita da Rinaldo, e incontra un negromante, che per godere della bellezza della ragazza si fa aiutare da un demone, il quale si impossessa del cavallo della principessa e nuota nell'Atlantico fino a una costa deserta, dove l'aspetta il negromante, che si corica quindi accanto a lei. Vi era una macabra usanza lì nelle terre d'Irlanda che per calmare l'Orca di Ebuda, un mostro marino inviato da Proteo, protettore del "gregge" marino, la popolazione ogni giorno doveva darle in pasto una giovane e bella ragazza. Gli abitanti di Ebuda trovano Angelica addormentata: catturano lei e l'eremita e chiudono la ragazza in una torre per poi offrirla in pasto all'Orca.
Nel frattempo a Parigi, sotto assedio, Orlando durante la notte si dispera per avere perso le tracce dell'amata Angelica: in sogno gli appare la ragazza implorante aiuto e Orlando, senza la minima esitazione, si mette in partenza seguito da Brandimarte.
Canto IX
Orlando non si fa problemi ad abbandonare la battaglia per inseguire Angelica, ma l’autore non lo biasima perché sa per esperienza che grande è la forza dell’amore e lui stesso per causa di esso è stato al proprio “ben languido ed egro, / sano e gagliardo a seguitare il male”. Giunto presso un fiume invalicabile, trova una donna su una nave diretta in un'isola di Irlanda dove vi era l'usanza di offrire a un mostro marino una fanciulla al giorno, per aiutare un re vicino a distruggerla, e decide di andare con lei pensando di trovare Angelica sull'isola. Ma il vento sfavorevole porta i due su un'altra costa dove una donna di nome Olimpia, già promessa a un duca chiamato Bireno, è stata chiesta dal possente Arbante, principe di Frisia, il quale, rifiutato, sta combattendo una guerra contro il regno della ragazza. I suoi consiglieri avevano di nascosto stretto un accordo con Cimosco, re di Frisia e padre di Arbante, per fare cessare la guerra in cambio della ragazza, ma questa dopo il matrimonio fa uccidere il principe nel sonno: allora per vendetta il re imprigiona Bireno e dice che ucciderà o lui o la ragazza. Ella vuole allora sacrificarsi, ma chiede a Orlando la garanzia che poi Bireno sarà messo in salvo e che egli non faccia la sua stessa fine. Orlando di contro promette che salverà entrambi: giunti presso la corte di Frisia, chiede di potere sfidare il re a duello. Ma quest'ultimo si presenta con tutto il suo esercito, il quale viene tuttavia sbaragliato dal paladino che, dopo avere inseguito il re, lo uccide con la spada e libera Bireno, per la gioia di Olimpia. Orlando subito salta sulla nave per recarsi a Ebuda, sempre intenzionato a salvare Angelica.
Canto X
L’amaro caso della fedele Olimpia tradita da Bireno serva da esempio alle donne a essere più sospettose nei riguardi dei giuramenti degli amanti; è giusto diffidare in particolare dei giovani uomini che si dileguano appena ottenuto quel che vogliono, mentre gli amatori maturi sono più affidabili. Succede infatti che Bireno trova nel trambusto della morte del re la sua figlioletta quattordicenne e fa credere a Olimpia di mandarla in sposa al fratello minore. In realtà egli si è innamorato della ragazza e vuole soddisfare la sua passione amorosa. A causa del vento contrario, Olimpia, Bireno, la ragazza e il resto dell'equipaggio sbarcano su un'isola deserta. Ma durante la notte Bireno scende dal letto e ordina a tutti di lasciare l'isola, lasciando da sola Olimpia al suo destino. Ella infatti, accortasi di essere sola, si dispera per la sorte perfida che le è capitata.
Ruggiero nel frattempo si sta dirigendo verso Logistilla, così determinato che supera facilmente tre personificazioni delle tentazioni, dopo le quali salpa verso l'isola della fata con il suo nocchiero. Qui Ruggiero, oltre a Logistilla, trova Melissa: la maga, dopo avere insegnato al giovane a manovrare l'ippogrifo, lo lascia volare via affinché possa ritornare da Bradamante. Ruggiero giunge a Londra, dove le truppe degli stati britannici si stanno preparando per salpare e portare aiuto a Carlo Magno, guidati da Rinaldo. Dopo avere ripreso il volo Ruggiero scorge, sorvolando l'Irlanda, che Angelica è legata sull'isola di Ebuda, nuda, a uno scoglio. All'improvviso appare l'Orca, che ingaggia una lotta contro l'eroe in sella all'ippogrifo. Dopo avere cercato di colpire l'animale, senza però fargli neanche un graffio, Ruggiero decide di liberare solamente la ragazza e volare via: ma atterra dopo poco su un'altra spiaggia.
Canto XI
Ruggiero si ritrova tra le mani Angelica nuda, nulla di strano che, come un orso davanti al miele, venga sopraffatto dalla “libidine furiosa” e cerchi di possederla. Il proemio è l’ennesima riflessione del poeta sul potere ineluttabile delle passioni irrazionali sull’essere umano. Ruggiero atterra perché non riesce a resistere alla tentazione di approfittare di Angelica che si ritrova nuda davanti a lui: la ragazza però riesce a sottrarsi mettendo l'anello magico in bocca e quindi diventando invisibile. Fuggita in una caverna poco lontano, dove mangia le vivande di un pastore che abita lì e prende un animale per farsi portare di nuovo in Oriente, riesce a sfuggire a Ruggiero, il quale, dispiaciuto per avere perso in un colpo la donna e l'anello magico, si rimette in volo e riatterra in una selva. Qui un gigante, che sta per uccidere un cavaliere, gli toglie l'elmo e si scopre che è in realtà Bradamante: allora Ruggiero inizia a inseguire il gigante che sta portando via la sua amata.
Orlando intanto raggiunge finalmente l'isola di Ebuda per salvare Angelica: giunto presso lo scoglio egli trova una fanciulla legata nuda a esso e trova anche l'Orca che la vuole mangiare. Ma lui riesce a uccidere il mostro entrandogli in bocca e usando la spada dall'interno; mentre i popolani si abbattono su Orlando perché questi chieda il perdono al dio Proteo, giunge l'esercito degli Irlandesi, guidato dal re Oberto, intenzionato a punire gli isolani per la macabra usanza. Ciò accade, e nel frattempo Orlando va a liberare la ragazza legata allo scoglio ma incredulo scopre che si tratta di Olimpia. Allora le fa raccontare tutta la storia da quando l'aveva lasciata felice in Olanda. Oberto appena vede Olimpia se ne innamora e dichiara che si occuperà lui della sua situazione: così Orlando si può concentrare sulla ricerca di Angelica. Quindi il paladino riparte e trascorre l'inverno seguente senza particolari gesta, fino a quando sente un forte grido proveniente da una selva.
Canto XII
Quello strillo veniva da un miraggio: Angelica rapita da un cavaliere, che, inseguito da Orlando, lo porta in un sontuoso palazzo, per poi scomparire. Nelle stanze di questo palazzo, il paladino ritrova nelle sue stesse condizioni di spaesamento Ferraù, Brandimarte e altri paladini come lui. Mentre gira per le stanze inseguendo il miraggio di Angelica, presso il palazzo giunge anche Ruggiero, che inseguiva il gigante con Bradamante, evidentemente anch'essi miraggi: si trattava di uno stratagemma con il quale Atlante voleva proteggere Ruggiero dalla profezia di morte precoce che lo riguardava. Angelica frattanto ha raggiunto anche lei quello che in realtà è un ostello (vede le cose così come sono per via dell'anello magico) e trova tutti gli eroi come Ferraù, Sacripante e Orlando: ella deve scegliere chi di loro le sarà più utile per accompagnarla in India, alla fine sceglie il secondo. Si toglie l'anello di bocca e si mostra al guerriero, ma nel farlo la scoprono anche Ferraù e Orlando. Angelica allora diviene di nuovo invisibile; inizia una disputa tra i tre nel ritrovarla, in particolare scoppia la lotta tra i due focosi Orlando e Ferraù, mentre prima Sacripante e poi Angelica (invisibile e ladra dell'elmo di Orlando) proseguono il cammino. I due contendenti si accorgono presto di questo: giunti a un bivio, Orlando prende la strada a sinistra (quella percorsa da Sacripante) e Ferraù quella a destra. Qui costui trova l'elmo di Orlando presso una fonte e lo indossa; ma, non riuscendo a trovare più la ragazza, decide di riprendere la strada verso la Spagna.
Orlando continua a camminare, fino a quando giunge nei pressi di Parigi, dove i Mori stanno preparando l'assedio della città. Uno di loro vede Orlando senza insegne, né elmo, lo sfida, viene ucciso e tutti i suoi compagni si avventano sul paladino. Prevedibilmente in un attimo è strage di saraceni, dato che Orlando è magicamente invulnerabile. Poi il paladino subito riparte perché vuole continuare a cercare Angelica: ma in una selva trova una grotta dentro la quale sono una fanciulla, una donna anziana e un fiero cavaliere.
Canto XIII
L’ottava proemiale è uno dei tanti interventi ironici dell’autore sul proprio testo: certo che i cavalieri antichi erano davvero fortunati a imbattersi in fanciulle belle e giovani nei luoghi più sperduti e selvaggi, mentre al giorno d’oggi è difficile trovarne anche nei palazzi più ricchi. La fanciulla, disperata, si chiama Isabella: ella, rapita per finta da un amico del suo amante Zerbino, è sopravvissuta a un naufragio, riuscendo a salvarsi dalla tempesta, ma è poi finita su un'isola dove è stata catturata da una banda di ladroni che hanno intenzione di venderla a un sultano. Mentre ella racconta la sua storia, la banda entra nella caverna e scopre Orlando: nasce una rissa che il paladino risolve facilmente. La donna anziana, che era complice dei malviventi, riesce a scappare. Orlando invece parte con Isabella, e anche loro incontrano dopo qualche giorno un cavaliere che era stato fatto prigioniero.
Bradamante nel frattempo è a Marsiglia per volere di Carlo, ma rimpiange ogni giorno la mancanza di Ruggiero. Una sera la raggiunge Melissa, la quale la esorta a partire con lei per liberare il suo amato dall'incanto del palazzo di Atlante, e le spiega come fare per non cedere alla tentazione di inseguire il miraggio di Ruggiero e cadere anch'essa in trappola. Bradamante allora si arma e le due partono. Durante il cammino Melissa parla alla guerriera delle donne illustri che faranno parte della sua stirpe. Giunte nei pressi del palazzo di Atlante, le due si separano: Bradamante però, appena vede il miraggio di Ruggiero, dimentica immediatamente le raccomandazioni della maga e insegue due giganti nel palazzo.
Canto XIV
L’incipiente assedio di Parigi, che avrà un alto costo per i franchi, ma anche per i Saraceni almeno momentaneamente vincitori, riporta alla mente dell’autore lo strazio della battaglia di Ravenna, che egli poté forse constatare di persona. A Ravenna Estensi e francesi riuscirono a prevalere sul papato e sugli spagnoli, ma perdendo il capitano Gastone di Foix e lasciando molte povere “vedovelle” per tutta la Francia; una sorte ancor più commiserevole toccò ai civili ravennati, vittime dei soprusi delle truppe francesi vittoriose. Alle porte di Parigi, Marsilio e Agramante radunano tutti gli eserciti sotto il loro controllo, per riordinare un po' le risorse a disposizione. Qui ci si accorge che mancano due drappelli, cioè quelli che Orlando aveva sbaragliato poco prima. In particolare Mandricardo, uomo forte e feroce, chiede di Orlando e si mette in cerca di lui, perché vuole vendicarsi e rubargli la spada. Lungo il suo tragitto egli nota una fanciulla, principessa di Granada, di nome Doralice, se ne innamora perdutamente e decide di rapirla e portarla con sé. Piano piano nasce qualcosa tra i due.
Nel frattempo da parte dell'esercito saraceno è tutto pronto per l'assedio di Parigi: partito l'attacco, Rodomonte, promesso sposo di Doralice, inizia subito a fare strage di francesi e loro alleati, ma dopo un po' si contano diverse vittime anche nelle file pagane.
Canto XV
La vittoria militare può dipendere dalla fortuna o dall’ingegno, ma la più commendevole è quella che provoca la rotta del nemico, senza arrecare danni alla propria parte: tale fu quella riportata da Ippolito d’Este sui veneziani alla Polesella.
Rodomonte, preso dalla foga del momento, manda più di undicimila uomini nel fossato sotto le mura di Parigi, ma tutti costoro periscono per una colata di pece e olio bollente fatta ricadere su di loro per ordine di re Carlo. Nel frattempo Agramante tenta di attaccare una delle porte della città che credeva meno protetta, ma invece trova la situazione esattamente opposta.
Astolfo intanto, dopo avere trascorso diverso tempo nel palazzo di Logistilla, decide di tornare nella sua patria, in Inghilterra: così si fa costruire una nave e salpa verso ovest con due doni che la fata gli fa, overo un libretto di incantesimi e un corno il cui suono fa scappare chi lo ode. Giunto nel golfo del Bahrein, lascia la nave e prosegue via terra. Una volta in Egitto, viene messo in guardia da un eremita a non andare oltre per non essere divorato da un enorme gigante: ma il cavaliere suonando il corno lo fa scappare, anzi, lo fa cadere nelle sue stesse trappole. Presso le foci del Nilo, Astolfo si imbatte quindi nel famigerato ladrone Orrilo, che ha la fama di essere quasi immortale. Lo trova che sta combattendo con i due cavalieri Grifone e Aquilante. Grazie al libretto che svela tutti gli incantesimi, Astolfo scopre che Orrilo può morire solo se gli viene tagliato un capello fatato. Riesce a tagliargli la testa e tenta di prendere tempo per capire qual è questo capello: alla fine decide di rasare tutto il capo, così Orrilo muore. Astolfo, Grifone e Aquilante ripartono quindi per la Francia, ma decidono prima di passare in Terra Santa. Alle porte di Gerusalemme incontrano Sansonetto, che era stato convertito al cristianesimo da Orlando. Sansonetto li ospita nel suo palazzo: qui giunge la notizia a Grifone che Origille, la sua donna amata, è malata e sola; per questo il cavaliere pensa di partire nella notte per potere andarla a prendere in Antiochia.
Canto XVI
Il repertorio delle pene amorose è ampio e l’autore ne ha una lunga esperienza; c’è dunque da fidarsi quando afferma che la più atroce è sapere di essere innamorati di una persona immeritevole, il cui cuore “poco puro abbia con molta feccia”: è un amore di cui ci vergogniamo, ma da cui non riusciamo a sottrarci.
Grifone arriva ad Antiochia e viene accolto calorosamente da Orrigille. Questa in realtà vuole raggirarlo e a tale scopo inizia a rimproverarlo di averla lasciata sola e malata l'ultima volta, dicendogli anche che Martano, il cavaliere con cui egli l'aveva trovata, è suo fratello: in realtà Martano è l'amante della donna. I tre si recano al palazzo del re di Siria.
Sotto le mura di Parigi nel frattempo, Rodomonte, dopo la distruzione del suo manipolo tenta di entrare da solo all'interno delle mura nemiche: una volta dentro, fa una strage tra la popolazione indifesa. Se Agramante con l'esercito avesse attaccato con forza in quel momento, avrebbe sicuramente conquistato la città quel giorno, ma fortunatamente Rinaldo con tutta la schiera degli Inglesi giunge proprio in quei frangenti: una parte risale la Senna per sorprendere i pagani alle spalle, un'altra va a nord per aiutare le truppe nella difesa delle mura. È una strage di saraceni quella che Rinaldo scatena, ma anche le vittorie di Inglesi, Irlandesi e Scozzesi sembrano schiaccianti. Ferraù a quel punto decide di entrare in battaglia per rianimare i compagni, e inizia a sua volta una strage di cristiani. I due schieramenti si alternano nel comando della guerra. Carlo nel frattempo viene a sapere di Rodomonte e corre insieme a un nutrito manipolo nella parte della città dove il pagano sta sterminando la popolazione.
Canto XVII
Per punire i nostri peccati Dio permette talora ai tiranni di infierire sui popoli. I "lupi arrabbiati" che governano attualmente l'Italia sono ancora peggiori dei despoti antichi, perché hanno chiamato "lupi di più ingorde brame / da boschi oltramontani" a divorarla, talché i morti insepolti delle guerre puniche sono poca cosa rispetto ai massacri odierni. Forse, tuttavia, verrà un tempo in cui "a depredar lor liti / andremo noi".
Grifone, giunto con Orrigille e Martano a Damasco, viene a sapere che il re del posto, Norandino, ha indetto un torneo di cavalieri per il giorno seguente: il cavaliere decide di accettare. Il torneo è stato creato per festeggiare il salvataggio della sposa del re dopo che questa era stata rapita da un orco feroce. Quando inizia la giostra, Martano, l'amante di Orrigille, si mostra sprezzante e valoroso ma poi perde la sua sicurezza e tenta di scappare davanti al suo avversario; Grifone, coinvolto nella vergogna per il comportamento di quello che crede essere il fratello della sua amata, inizia a dare spettacolo del suo valore e della sua forza, e sbalordisce il pubblico che sta assistendo alla giostra. Alla fine si scontra con il paladino del re, ma è lo stesso sovrano a fermare lo scontro per impedire che uno dei due muoia: Grifone vince la giostra, ma comunque non prova orgoglio, per la vergogna che gli ha provocato Martano. Quindi decide che andranno via dalla giostra di nascosto: giunti alla prima locanda, i tre si mettono a letto, ma Orrigille e Martano macchinano di rubare a Grifone cavallo, armatura e vestiti e di presentare Martano davanti a Norandino come Grifone, per farsi attribuire tutti gli onori della vittoria. Una volta sveglio, Grifone si rende conto di essere stato raggirato, non solo quella sera, ma fin dall'inizio, avendo finalmente capito che Martano non era il fratello, bensì l'amante di Orrigille. Allora si veste dell'armatura di Martano e ritorna a Damasco: viene preso in giro ancora, stavolta nei panni di Martano, il quale, nelle vesti di Grifone, ottiene da Norandino il premio della giostra e il congedo. Grifone, dopo essere stato schernito davanti a tutti, decide di reagire duramente.
Canto XVIII
Tra i molti pregi di Ippolito d'Este, il più apprezzabile è che, pur essendo pronto a porgere orecchio alle lamentele, non è tuttavia disposto a dare credito a un'accusa senza prima avere udito le ragioni del chiamato in causa.
A Parigi Carlo e i suoi paladini rimasti lì stanno attaccando Rodomonte, che minaccia la città dall'interno. Il guerriero saraceno mette fuori gioco diversi paladini cristiani; ma la presenza del re riaccende gli animi del popolo, che inizia ad armarsi per attaccare lo sterminatore dei propri cittadini. Rodomonte, braccato dalla folla, uccide tante altre persone, ma poi opta per la fuga a nuoto nella Senna.
Nel frattempo l'arcangelo Michele porta Discordia e Superbia verso il campo saraceno alle porte di Parigi. Rodomonte viene a sapere da un nano che la sua amata Doralice è stata rapita da Mandricardo.
Re Carlo, dopo la fuga di Rodomonte, mette in ordine i suoi uomini e li dispone in modo da affrontare meglio le varie compagini nemiche. Lo scontro tra cristiani e saraceni è più che mai acceso, soprattutto dopo che un discorso di Dardinello ridà vigore al suo esercito.
Nel frattempo Grifone sta lottando contro il popolo di Norandino, guidato dall'ira per i torti subiti. Il re, vista la strage messa in atto da un uomo che riteneva vile, si ricrede sul suo conto, ritira le truppe e gli concede tutti gli onori.
Astolfo e Aquilante cercano proprio Grifone nei pressi di Gerusalemme, dove l'avevano perso. Incontrato lo stesso indovino che aveva informato Grifone, Aquilante capisce subito che il fratello si è recato in Siria per riprendersi la donna amata, quindi decide di partire per recuperarlo e chiede ad Astolfo di tardare il suo rientro in Francia fino al suo arrivo. Prima di entrare a Damasco, Aquilante incontra Orrigille e Martano, li cattura e inizia a trascinarli dietro al cavallo per farli schernire da tutto il popolo, che ora conosce la versione di Grifone dei fatti. Norandino in onore di Grifone indice una nuova giostra, alla quale vogliono partecipare anche Astolfo e Sansonetto, che quindi si dirigono verso Damasco. Lungo la strada incontrano Marfisa la quale decide di unirsi a loro per misurarsi nella giostra. Lì scopre che quelle in palio per il vincitore sono proprio le sue armi. Allora tenta di prenderle, ma Norandino fa fermare la giostra: nasce uno scontro acceso che si trasforma in una strage. In difesa del re accorrono però sia Grifone che Aquilante. Per fortuna dopo poco i toni si acquietano e Marfisa alla fine lascia l'armatura a Grifone come dono. Dopo alcuni giorni di festeggiamenti, i cinque decidono di partire per la Francia dove è ancora richiesto il loro aiuto.
A Parigi proseguono i combattimenti: Dardinello trafigge Lurcanio (unitosi all'esercito cristiano con Ariodante) ma viene a sua volta ucciso da Rinaldo. A questa morte i cristiani acquistano un tale vantaggio che costringono Marsilio a ordinare la ritirata, non senza un massacro subito dai saraceni.
Cloridano e Medoro, due giovani guerrieri della schiera di Dardinello, decidono di addentrarsi durante la notte nell'accampamento cristiano al fine di recuperare il cadavere del loro re e concedergli una degna sepoltura. Per vendicarsi della sua morte però fanno strage di nemici addormentati; tra le tante vittime, Alfeo, cortigiano di Carlo Magno, e i due giovani figli del conte di Fiandra, Malindo e Ardalico. Dopo avere preso il corpo di Dardinello escono dal campo, ma finiscono per prendere vie diverse, con Medoro che tiene con sé Dardinello da una parte, e con Cloridano da un'altra.
Canto XIX
La fedeltà di un soldato nei confronti del suo signore si può riconoscere solo nei momenti difficili. Quando Cloridano torna indietro per cercare Medoro, lo trova circondato da dieci cavalieri a cavallo: trafigge con le frecce due nemici e in tal modo riesce a prendere un po' di tempo. Ma Medoro viene colpito poco dopo da uno dei restanti cavalieri, e Cloridano rimane ucciso nel tentativo di vendicarlo. In realtà Medoro non è morto, e grazie all'incontro con una donna che poi si rivela essere Angelica, riesce a salvarsi. La fanciulla, mossa a pietà, guarisce infatti il ragazzo di cui poi si innamora fortemente; il suo sentimento è ricambiato, quindi nasce una bella e passionale storia d'amore tra i due, confermata dalle nozze. Angelica porta con sé Medoro nel Catai per farlo diventare erede al trono del padre.
Nel frattempo Marfisa, Astolfo, Aquilante, Grifone e altri stanno lottando contro una tempesta durante il loro viaggio verso la Francia. Dopo quattro giorni per fortuna la tempesta cessa, ma la nave, molto malconcia, giunge a una riva della Siria, senza potere ripartire. Vengono a sapere da un vecchio saggio che quella terra è dominata da "femine omicide" che sottopongono ad alcune prove letali tutti gli uomini che sbarcano lì. Tutto l'equipaggio vorrebbe tentare di ripartire, ma i cavalieri a bordo non aspettano altro che cimentarsi in queste prove: questi ultimi vincono la contesa e così ormeggiano nel porto della città. Subito vengono presi dalle donne guerriere che li sottopongono a due prove: prima bisogna sconfiggere dieci guerrieri contemporaneamente, poi soddisfare a letto dieci donne. I guerrieri fanno a sorte e decretano Marfisa come pretendente per entrambe le sfide, nonostante sia donna. Per la prima prova Marfisa è sfidata da nove cavalieri, che sbaraglia con facilità, e poi da un decimo, vestito di nero, con cui nasce un'accesa ed equilibrata disputa; essa dura fino al calare della sera, quando i due decidono di rimandare lo scontro al giorno dopo. Mentre si presentano, entrambi rimangono sorpresi dalle loro reciproche identità: il primo perché Marfisa è una donna, la seconda perché si avvede che il suo avversario è solo un ragazzino.
Canto XX
Le donne antiche hanno dato grande prova della loro virtuosità sia nelle armi che nelle lettere. Se in tempi più recenti sono mancate figure femminili eminenti, la colpa è degli scrittori moderni, che, per invidia o ignoranza, non ne hanno tramandato le gesta; anche tra le donne contemporanee abbondano gli esempi di virtù che meriterebbero di essere immortalati con la scrittura.
Il ragazzo si chiama Guidon Selvaggio e rivela di essere parente di Rinaldo e di essersi guadagnato la sua carica di capo dopo avere superato entrambe le prove di quella città. Egli rivela a Marfisa e agli altri cavalieri il motivo per cui le donne comandano quel paese. Parlando sempre con Marfisa, Guidon Selvaggio manifesta il desiderio di andare via da quella città. Allora il gruppo escogita un piano: arrivati alla piazza, Guidone tenta di scappare, e, fermato dal popolo, comincia una lotta tra i due schieramenti di guerrieri. Nel mezzo della battaglia Astolfo decide di usare il suo corno, facendo così fuggire tutti quelli che erano nei dintorni, compresi quelli del suo gruppo. Essi sono corsi sulla nave preparata dalla di Guidon, che voleva scappare anch'essa; dopo avere abbandonato Astolfo sul lido giungono velocemente in Francia. Una volta lì Marfisa si stacca dal gruppo perché ritiene sia poco onorevole. Gli altri giungono presso un castello, il cui padrone è Pinabello di Maganza, che li fa imprigionare nel cuore della notte.
Marfisa si dirige invece verso Parigi: presso un torrente incontra Gabrina, la vecchia che era in combutta con i malandrini carcerieri di Isabella; la aiuta a oltrepassare il corso d'acqua e dall'altra parte si trova davanti Pinabello con una donzella a fianco. Avendo Pinabello provocato Gabrina, Marfisa sfida il maganzese, lo vince e strappa le vesti della dama per darle a Gabrina; poi le due partono. Il quarto giorno di cammino incontrano Zerbino, principe di Scozia, e con lui Marfisa ingaggia una giostra dal premio un po' particolare: chi vince, lascia la "bella donzella" all'avversario. Marfisa vince e lascia la vecchia a Zerbino, che solo dopo scopre contro chi ha giostrato. Mentre giovane si dispera per la perdita della sua Isabella, la vecchia, che vuole vendicarsi, rivela al giovane solamente che Isabella è viva, ma senza aggiungere altro. Zerbino, che non ha altro desiderio se non quello di cercare la sua fanciulla, deve seguire la vecchia perché lo ha promesso a Marfisa. Un giorno, mentre vagano nel bosco, si imbattono in un cavaliere.
Canto XXI
Il cavaliere, che si chiama Ermonide, affronta Zerbino a duello. Il giovane riesce a ferire a morte l'avversario, il quale però, prima di morire, gli rivela che Gabrina è la responsabile della rovina della sua famiglia. Appreso ciò Zerbino inizia a nutrire un profondo odio per la vecchia, la quale inizia a non dissimulare più un analogo sentimento per lui.
Canto XXII
Astolfo, rimasto solo, ha iniziato a viaggiare verso ovest e ha raggiunto Londra in poco tempo. Venuto a sapere che il padre Ottone è andato a Parigi con l'esercito per aiutare il re di Francia Carlo ritorna subito al porto e si imbarca per raggiungere la città francese. Sbarca a Rouen a causa di una tempesta e continua per terra in sella a Rabicano. Mentre si sta dissetando presso una fonte, un villano gli ruba il cavallo e lo costringe a inseguirlo di corsa: i due giungono nel palazzo di Atlante, dove erano tenuti prigionieri diversi cavalieri. Resosi presto conto di trovarsi in un luogo incantato, prende subito il libretto che Logistilla gli aveva regalato e cerca un modo per superare quella difficoltà. Ma Atlante gli aizza contro tutti i paladini lì prigionieri (compresi Bradamante e Ruggiero), costringendo Astolfo a usare il corno: tutti scappano e il cavaliere riesce a riprendersi anche Rabicano. Torna a utilizzare il libretto e riesce a fare scomparire quel palazzo magico. Lui però decide di cavalcare l'ippogrifo, quindi aspetta di regalare Rabicano al primo passante: Bradamante.
Questa era riuscita a trovare Ruggiero e i due si erano riconosciuti solo quando Astolfo aveva rotto l'incantesimo di Atlante. Bradamante aveva però chiesto a Ruggiero di battezzarsi e così il paladino aveva fatto. Per consacrare il loro matrimonio i due amanti si erano recati a Vallombrosa, dove avevano incontrato una ragazza che piangeva per la morte imminente del suo amato (che poi si scoprirà essere Ricciardetto, fratello di Bradamante): i due allora avevano deciso di aiutarla. Scegliendo la via più breve i tre sarebbero dovuti passare per il castello di Pinabello (lo stesso che aveva imprigionato Aquilante, Grifone, Sansonetto e Guidon Selvaggio), dove vigeva una legge, a seguito dell'onta subita per mezzo di Marfisa, secondo la quale ogni cavaliere o donna che fosse passata di lì, avrebbe perso cavallo, armi e gonna. Per difendere l'usanza, Pinabello aveva imposto ai quattro paladini di occuparsi dei passanti: per Marfisa e Ruggiero è proprio il turno di Sansonetto. Questi era stato subito ferito da Ruggiero, mentre Pinabello si era avvicinato a Bradamante per sapere chi egli fosse: ma la donna aveva riconosciuto dalla voce colui che la aveva lanciata nella spelonca della tomba di Merlino! Allora aveva iniziato a inseguirlo e lo aveva fatto fuggire in una foresta. Ruggiero invece, dopo avere accecato con la lucentezza del suo scudo magico Aquilante, Grifone e Guidon Selvaggio, si era pentito per avere sempre vinto con un aiuto e per avere perso la donna amata e quindi aveva gettato in un pozzo lo scudo di Atlante. Nel frattempo era giunta a Ruggiero e ai tre paladini la notizia che Pinabello era stato ucciso: l'artefice era stata Bradamante, la quale aveva iniziato poi a errare in cerca dell'amato Ruggiero.
Canto XXIII
Mentre stava cercando Ruggiero, nei pressi del palazzo di Atlante, aveva quindi incontrato Astolfo, il quale ora le porge le redini di Rabicano e può partire con l'ippogrifo. Bradamante pertanto ha il compito di riportare a Montalbano Rabicano e l'armatura di Astolfo, anche se non vede l'ora di cercare Ruggiero a Vallombrosa. Giunta a Montalbano, sua patria natale, la guerriera saluta la sua famiglia, lascia il cavallo a Ippalca, figlia della sua nutrice d'infanzia e riparte immediatamente verso Vallombrosa. Lungo la sua strada Ippalca incontra Rodomonte con il nano che lo aveva avvisato che Doralice era fuggita con Mandricardo e viene derubata da questi del cavallo.
Zerbino intanto, in compagnia di Gabrina, trova il cadavere di Pinabello, tenta di trovare il suo uccisore, ma poi prosegue. Presso Altariva trova il popolo disperato per la morte di colui che era il loro principe, e cioè Pinabello: il padre Anselmo promette un premio a chiunque gli dica chi sia il responsabile di questa perdita. Garbina, cogliendo l'occasione, annuncia al re che il colpevole è Zerbino: subito questi viene rapito nel sonno e imprigionato dai soldati di Anselmo. Quando il cavaliere sta per essere giustiziato, arriva in città in compagnia di Isabella, l'amata di Zerbino, Orlando, che inizia a fare strage dell'esercito di Anselmo per liberare il giovane, il quale poi ringrazia doppiamente perché ha anche ritrovato l'adorata Isabella. Ma subito i tre devono ricomporsi, perché giunge lì Mandricardo, che stava inseguendo Orlando per vendicarsi della morte dei suoi compagni e del padre. I due quindi duellano per il possesso della spada Durindana: ma nella foga della battaglia il cavallo di Mandricardo inizia a fuggire e lo porta ben lontano dal luogo del combattimento, seguito a ruota da Doralice. Qui trovano Gabrina, le sottraggono il freno per il cavallo che Mandricardo aveva perso in battaglia e la lasciano in preda alla follia del cavallo senza freno.
Orlando nel frattempo decide di andare lui in cerca di Mandricardo per concludere lo scontro e lascia Isabella e Zerbino andare dove meglio credono. Il paladino giunge presso un ruscello e decide di riposarsi lì vicino, ma dopo poco si accorge di tutte le numerose iscrizioni d'amore incise negli alberi da Angelica e Medoro (addirittura vede una poesia composta da quest'ultimo), e ne rimane profondamente scosso. Sul calar del sole si reca in un alloggio per dormire e la sua espressione avvilita impietosisce il gestore della locanda, il quale gli racconta la storia di come Angelica e Medoro si sono conosciuti e innamorati mostrando infine un gioiello, lo stesso che Orlando aveva regalato ad Angelica, che la ragazza gli aveva dato per ringraziarlo della buona ospitalità. Traumatizzato da ciò, Orlando si reca nella sua stanza ma non riesce a dormire poiché è assillato dal pensiero che in quella stessa stanza si erano appartati Angelica e Medoro. Quindi esce dall'alloggio e si reca di nuovo nel bosco, tornando davanti alla poesia incisa nella roccia. Dopo essersi disperato e aver pianto a dirotto, in preda alla rabbia taglia la roccia e tutti gli alberi su cui vede le incisioni dei nomi di Angelica e Medoro; si straccia le vesti e rompe tutto quello che trova sul suo cammino, sradicando alberi a mani nude e attirando la gente che viveva lì vicino.
Canto XXIV
In preda alla sua pazzia Orlando uccide diverse persone di quella terra che si imbattono in lui: viandanti e pastori. In particolare il paladino decapita un pastorello e ne scaglia il busto su due suoi compagni, che piomberanno in un coma perenne. Zerbino e Isabella, percorse poche miglia da dove avevano lasciato Orlando, incontrano Odorico, grande amico di Zerbino, che aveva rapito la ragazza, preso dal desiderio per lei, e l'aveva portata nella caverna. Ora questi era stato imprigionato da due compagni perché li aveva traditi, e viene chiesto a Zerbino di decidere per il destino dell'uomo che aveva imprigionato l'amata. Mentre Zerbino sta pensando sul da farsi, perché non si decide a uccidere Odorico che era stato suo grande amico, ecco sbucare dal bosco Gabrina, che aveva perso il controllo del cavallo. Allora Zerbino trova la soluzione: Odorico dovrà seguire la vecchia ovunque ella voglia e difenderla da chi voglia farle del male con tutte le sue forze. Risolta la questione, Zerbino cerca Orlando, e lungo il cammino vede tutti i segni della distruzione che il folle paladino ha lasciato, raccogliendo tutti i pezzi della sua armatura. Li avvicina Fiordiligi, amata di Brandimarte, il quale aveva lasciato Parigi per cercare Orlando: il giovane, dopo essere stato liberato dal palazzo di Atlante, era tornato a Parigi, ma questo la ragazza non lo sapeva, quindi lo stava cercando in tutta la Francia. Zerbino prosegue con Isabella, ma prima lascia l'armatura di Orlando su un albero, sperando che nessuno abbia l'ardire di rubarla. Ma di lì passa Mandricardo, presunto legittimo proprietario di Durindana in quanto parte delle armi di Ettore che questi aveva; viene contesa con Zerbino, che vuole impedirgli di prendere la spada di Orlando. Con questa spada, nel corso del duello, per poco non uccide Zerbino; l'avrebbe fatto se Doralice, su preghiera di Isabella, non gli avesse chiesto di non farlo; i due vanno via. Ma Zerbino perisce lo stesso per le troppe ferite riportate nello scontro. Isabella vuole a sua volta trafiggersi con la spada, ma un monaco la convince a diventare suora e si dirigono verso il territorio di Marsiglia con il corpo di Zerbino, ma a un tratto un cavaliere sbarra loro la strada. Mandricardo e Doralice intanto incontrano Rodomonte, a cui la ragazza era stata promessa sposa: mentre i due stanno combattendo, per contendersi Doralice li raggiunge un messaggero, perché Marsilio ha richiesto l'intervento di tutti i cavalieri sparsi per la regione in aiuto contro Carlo che sta assediando gli accampamenti saraceni. Allora, su pressione di Doralice, i due decidono di sospendere il loro scontro fino a quando la minaccia cristiana non sarà estinta.
Canto XXV
Un messaggero raggiunge anche Ruggiero, con il medesimo invito: ma decide prima di salvare Ricciardetto dalla sua condanna al rogo; egli crede sia Bradamante, data la forte somiglianza con il fratello. Dopo essere stato salvato, Ricciardetto si presenta e racconta la storia che lo ha portato a essere prigioniero in quella terra. Entrambi quindi arrivano presso il castello di un cugino di Ricciardetto, il quale li informa che un nobile di Maganza ha sposato la madre di Ferraù, che tiene prigionieri i francesi Malagigi e Viviano: egli chiede ai due di intervenire prima che il nobile maganzese possa prendersi gli ostaggi, dato che li ucciderà sicuramente. Ruggiero accetta la missione, ma la notte non riesce a chiudere occhio per il disonore che crede lo investa per non avere dato aiuto al suo re saraceno. Alla fine prende la sua decisione: prende carta e inchiostro e scrive una lettera a Bradamante (supponendo che essa si trovi a Vallombrosa) dicendo che il suo onore gli imponeva di prestare aiuto al suo re. Infine scrive che, una volta tornato da questa missione, si sarebbe fatto cristiano, per poterla sposare. Scritta la lettera, parte con Ricciardetto e Aldighieri, ma lungo la strada incontrano un cavaliere con una fenice sull'elmo.
Canto XXVI
Questo cavaliere si rivela essere Marfisa: il suo intento iniziale era quello di misurarsi con uno dei tre cavalieri, ma poi, avendo inteso la nobile missione che stavano svolgendo, decide di provare il suo valore dando il suo aiuto. I quattro allora arrivano nel luogo in cui i traditori Maganzesi stanno vendendo ai Saraceni i due fratelli cristiani: Aldighieri e Ricciardetto subito scattano a uccidere i traditori con le loro lance. Ruggero e Marfisa invece si occupano dei capi mori; il resto della strage viene compiuta dai due schieramenti, credendo traditrice la controparte. Malagigi e Viviano vengono messi in salvo. Giunti presso un'altra delle fonti di Merlino, contemplano i bassorilievi di cui è ornata, che raffigurano la vittoria della liberalità dei sovrani illuminati del tempo di Ariosto, contro un mostro che simboleggia l'avarizia e l'avidità di ricchezza e dominio. La metafora è occasione per lodare le gesta di Francesco I e molti altri personaggi. Presso quella fonte arriva anche una ragazza di nome Ippalca, che fingendo di chiedere aiuto parla in disparte con Ruggiero e gli dice che la sua amata Bradamante le aveva affidato il cavallo di lui, di nome Frontino, cavallo che però lei si era fatta rubare da Rodomonte, il quale cercava la sfida con il cavaliere proprietario del destriero. I due intraprendono il viaggio in cerca di Rodomonte e scelgono a un bivio la via più impervia ma più rapida: non sanno però che Rodomonte con Doralice e il nano hanno preso l'altra strada nel senso opposto e che ora si stanno dirigendo verso i compagni di Ruggiero e Marfisa. Colpito dalla bellezza di Marfisa in abiti femminili, Rodomonte sfida il resto dei paladini per la conquista della donna: tutti vengono sconfitti dal saraceno, ma Marfisa riesce a tenergli testa.
Ruggiero intanto trova le impronte fresche di Rodomonte, intento a accorrere per prestare aiuto al suo re Agramante, dice a Ippalca di proseguire verso Montalbano e le consegna la lettera da dare a Bradamante. Ruggiero allora sfida Rodomonte, il quale però non vuole distrazioni nel soccorso del suo re; è però Mandricardo (che possiede la spada che Orlando ha gettato nel bosco) che sfida a sua volta il paladino Ruggiero. Tra Rodomonte e Mandricardo c'era il patto di non accettare duelli fino a quando non avessero raggiunto Agramante: Mandricardo però aveva prima sfidato i paladini per Marfisa, poi Ruggiero per il suo scudo. Allora Rodomonte decide di rompere il patto e sfidare lo stesso Mandricardo; in tutto questo Marfisa tenta di sedare la tenzone in vista di un obiettivo superiore che è quello di prestare aiuto al re saraceno. Alla zuffa partecipano anche Ricciardetto, Malagigi e Ruggiero. Il paladino mago con un incantesimo fa volare via Doralice, la quale quindi viene inseguita sia da Mandricardo che da Rodomonte, i quali quindi abbandonano il campo di battaglia. I paladini rimasti decidono di recarsi verso Parigi per dare aiuto a Carlo.
Canto XXVII
Il cavallo con sopra Doralice, viene però fatto partire da Malagigi senza una reale destinazione: quindi esso raggiunge il campo saraceno, e così fanno allora Mandricardo e Rodomonte che stavano inseguendo la ragazza. Lo schieramento saraceno quindi aumenta di due valorosi guerrieri, mentre dalla parte dei francesi mancano tutti i più importanti paladini. È per questo che i cristiani vengono sterminati in battaglia dai Saraceni, con grande rabbia di re Carlo. L'angelo Michele, che aveva il compito di fare vincere ai cristiani la guerra, costringe allora Discordia, che si era fermata in un monastero, a recarsi nel campo saraceno, per tentare di indebolire questo schieramento. Così essa riattizza le rivalità tra i quattro eroi saraceni (Rodomonte, Mandricardo, Ruggiero, Marfisa). I quattro paladini quindi, con il permesso del sovrano Agramante, si preparano per risolvere le loro questioni in sospeso. Mentre Gradasso si sta occupando di aiutare Mandricardo a indossare le armi, si accorge che la sua spada è Durindana (che gli era stata rubata da Orlando), e allora a sua volta vuole sfidare Mandricardo a duello, così nasce una forte confusione riguardo all'ordine dei duelli. Anche Sacripante vuole rivendicare il possesso di Frontino, che in realtà, prima di ricevere quel nome, era il suo cavallo, rubatogli da Brunello. Marfisa, che in quell'occasione aveva perso la sua spada, rapisce Brunello e manifesta la sua intenzione di ucciderlo. Agramante decide allora di mettere ordine: la prima questione da risolvere è quella tra Rodomonte e Mandricardo per il possesso di Doralice. La scelta viene lasciata alla ragazza, la quale sceglie il secondo: allora Rodomonte in preda alla vergogna abbandona il campo saraceno e si dirige nei boschi.
Sacripante insegue il guerriero, per contendergli il cavallo Frontino, ma lungo la strada si ferma per salvare una donna che sta annegando nella Senna. Intanto Rodomonte si dirige verso il mare, pieno di pensieri ostili sia verso Doralice, sia verso il suo re Agramante, con l'intenzione di salpare per l'Africa; calata la sera si ferma in un'osteria, dove il padrone, vista la sua condizione piuttosto triste, decide di raccontargli una storia sulla infedeltà delle donne.
Canto XXVIII
L’oste narra che Astolfo, re dei longobardi, era e si riteneva bellissimo. Ma un suo cortigiano un giorno osservò che c’era un uomo più bello di lui. Quest’uomo era il fratello del cortigiano, viveva a Roma, ed era così affezionato alla propria moglie che non se ne sarebbe mai distaccato. Astolfo fa in modo che il cortigiano si rechi a Roma per invitare questo fratello, che si chiamava Giocondo, a recarsi alla sua corte, per verificarne la bellezza. Questo giovane non può venir meno all’invito del re, e così si congeda tra gran pianti sia suoi che della moglie da quest’ultima, la quale gli regala una collana con una crocetta. Un po’ dopo essere partito, all’alba, Giocondo si accorge di essersi dimenticato del regalo; torna rapidamente indietro e trova la moglie assopita nel letto coniugale tra le braccia di un suo giovane servitore. Non dice nulla, e ritorna tutto triste alla compagnia con la quale era in viaggio per la reggia di Astolfo. Nel viaggio Giocondo deperisce sempre di più, così Astolfo, quando arrivano alla sua reggia può tranquillamente mettersi a paragone con lui. Ma un giorno Giocondo si accorge che la moglie di Astolfo, la regina, tradiva il re con un nano. Giocondo fa giurare al re Astolfo che non avrebbe preso nessun provvedimento, e da un buco in una parete gli fa osservare il tradimento. Giocondo e il re Astolfo decidono che non vale la pena di rattristarsi per le proprie mogli traditrici, e così vanno assieme in viaggio in vari paesi d’Europa, dove intrecciano amori con un gran numero di donne. Un giorno infine decidono di tenersene una, una giovane di umili origini, che sia a disposizione di tutti e due, senza ingelosirsi l’uno dell’altro. Così accade. Ma questa giovane subisce l’assalto amoroso di un suo amico d’infanzia, e gli cede, facendolo entrare una notte nel letto dove dormiva tutte le notti congiuntamente con Astolfo e Giocondo. Ciascuno dei due, che sente di notte un certo armeggiare, pensa che sia l’amico. Al mattino però i due scherzando l’uno con l’altro si accorgono che né l’uno né l’altro ha fatto l’amore con la giovane quella notte. Costei allora rivela l’accaduto. I due si confermano nella loro idea che ogni donna è traditrice, e a questo punto decidono di tornare dalle rispettive mogli senza prendersela più di troppo per i loro tradimenti. Rodomonte ascolta soddisfatto questa storia, ma c’è un uomo nell’osteria che prende la difesa delle donne e soprattutto evidenzia il fatto che gli uomini si concedono di tradire le loro mogli, ma non accettano che le loro mogli tradiscano loro. Rodomonte si arrabbia con quest’ultimo, che evidentemente rappresenta le opinioni dell'Ariosto, e lo mette a tacere.
Dopo una notte insonne, Rodomonte decide di salpare, portando il cavallo Frontino con sé. Seguendo il fiume Senna trova un rudere nelle campagne intorno a Montpellier, in un posto molto ameno, e lì decide di sistemarsi, abbandonando l'idea di tornare in Africa. Da quelle parti passano dopo poco tempo Isabella, il monaco e la salma di Zerbino, di cui non si parla dal canto XXIV: nonostante ella sia disperata per la morte dell'amato, comunque è talmente bella che Rodomonte dimentica subito le pene subite per il rifiuto di Doralice e pensa adesso solo a Isabella. Questa però ha promesso al frate che si farà suora, quindi Rodomonte intrattiene un'accesa discussione, con il chierico.
Canto XXIX
Rodomonte si libera facilmente del frate scagliandolo lontano; Isabella, vedendosi impotente dinanzi al gigante africano, decide di proporgli la ricetta di una crema magica che rendeva invulnerabili se egli avesse smesso di tentare di possederla. Una volta pronta la pozione Isabella pensa di morire piuttosto che concedersi a un uomo come lui: la pozione in realtà è solo un miscuglio di erbe aromatiche, ella lo beve e chiede a Rodomonte di saggiare con la spada se lei è diventata invulnerabile, così finisce per essere da lui uccisa. Il guerriero rimane talmente colpito da questo sacrificio che decide di convertire il suo rifugio in un sepolcro a lei e a Zerbino dedicato. Inoltre fa costruire un piccolo ponte in prossimità del fiume, ponte sul quale sfiderà chiunque abbia intenzione di passare. Così accade a molti cavalieri che vengono da lui vinti e le cui armature abbelliscono il sepolcro. Giorno passa di lì l'impazzito Orlando: i due si scontrano e cadono insieme nel fiume, ma il paladino, essendo nudo, riesce a emergere dall’acqua prima del guerriero saraceno in armatura. Orlando, proseguendo nel suo folle viaggio, arriva poi fino ai Pirenei, dove commette diversi gesti di pazzia. Giunto presso un litorale spagnolo decide di crearsi lì una capanna per ripararsi dal sole; sfortunatamente arrivano sul posto anche Angelica e il suo amato Medoro. Appena Orlando si accorge dei due, anche se non riconosce più Angelica, tenta di prendersi la ragazza: questa si mette l'anello magico in bocca, diventando così invisibile. Ma l'anello le cade dalla bocca perché il cavallo inciampa e la ragazza cade per terra: ciò rappresenta la sua fortuna, perché Orlando si allontana all'inseguimento del cavallo, che poi alla fine muore di stenti, come molte altre cavalcature di Orlando.
Canto XXX
Orlando continua a vagare per le campagne, stavolta presso Malaga, dove ruba bestiame, uccide pastori e saccheggia villaggi. Da Gibilterra cerca invano di passare a cavallo lo stretto, fa morire annegato il suo destriero e prosegue il suo cammino lungo la costa.
Alla corte di Agramante, dopo il responso in favore di Mandricardo, si tira a sorte per decidere chi debba combattere il prossimo duello: Agramante si dispera perché in ogni caso perderà un prezioso combattente nel duello tra Ruggiero e Mandricardo; così come si dispera anche Doralice per l'amato. Inizia lo scontro tra i due guerrieri saraceni: Mandricardo sembra avere la meglio, ma alla fine è Ruggiero a dare all'avversario il colpo mortale.
Ippalca intanto è tornata a Montealbano da Bradamante e le ha dato la lettera di Ruggiero: la paladina si strugge per l'assenza del suo amato e si ingelosisce perché questi ha viaggiato in compagnia della bella Marfisa. Al castello giunge una sera anche Rinaldo, il quale, dopo avere riabbracciato i familiari, ha intenzione di partire per dare aiuto a Carlo in guerra; con lui partono anche Guicciardo, Alardo, Ricciardetto, Malagigi e Viviano.
Canto XXXI
Rinaldo e la sua compagnia incontrano un cavaliere che li sfida senza presentazioni: egli sconfigge Ricciardetto, Alardo e Guicciardo, e si dimostra al pari di Rinaldo. Si fa buio e i due sfidanti decidono di rimandare il duello al giorno dopo, ma dopo poco si scopre che il cavaliere misterioso in realtà è suo fratello Guidon Selvaggio (che abbiamo lasciato nel canto XX). Il cavaliere si aggiunge allora a loro nel cammino verso Parigi, dove incontrano i gemelli Grifone e Aquilante. Rinaldo viene a sapere da Fiordiligi, amante di Brandimarte, che Orlando è impazzito e delle vicende di Zerbino e delle armi del paladino. Prima di andare a cercare il cugino, Rinaldo guida le truppe cristiane in un notturno assalto silenzioso nell'accampamento saraceno, dove essi compiono una grande strage così che i saraceni volgono in fuga; nel frattempo anche Brandimarte è stato informato dall'amata Fiordiligi, della situazione di Orlando, ed è subito partito con essa verso il ponte difeso da Rodomonte, dove la ragazza aveva visto Orlando per l'ultima volta. Qui Brandimarte viene battuto e fatto prigioniero da Rodomonte: Fiordiligi allora decide di tornare a Parigi per chiedere aiuto a qualche paladino di Carlo. Nel campo saraceno intanto si sta diffondendo il panico più totale per l'incursione di Rinaldo: tutti fuggono, anche il re Agramante è in pericolo, i suoi riescono a farlo fuggire e ripara nel sud della Francia, ad Arles. Solo Gradasso è contento perché in questo modo potrà incontrare Rinaldo, sfidarlo, per conquistare Baiardo, dopo che aveva conquistato Durindana uccidendo Zerbino. I due si incontrano e dopo un acceso scontro verbale Rinaldo e Gradasso si sfidano per il cavallo e la spada.
Canto XXXII
A causa della disfatta subita dal suo esercito a opera di Rinaldo, Agramante scappa ad Arles per salvarsi la vita. Qui egli cerca di riorganizzare le sue forze, e manda a reclutare soldati presso tutti i regni saraceni del Mediterraneo. Saputo ciò, Marfisa abbandona il piano di uccidere Brunello, e lo porta prigioniero con sé. Quest’ultimo verrà impiccato per decisione di Agramante, all’arrivo di Marfisa in aiuto del suo re.
Bradamante intanto si sta disperando perché Ruggiero non l'ha raggiunta entro il termine promesso di 20 giorni: un cavaliere pagano di passaggio le riferisce la voce che Ruggiero e Marfisa stiano programmando di sposarsi appena Ruggiero si fosse ripreso dalle ferite riportate durante lo scontro con Mandricardo. Bradamante, in preda alla disperazione, allora decide di uccidersi. Ma poi decide di partire per il fronte per partecipare alla guerra contro i Saraceni di Ruggiero e Marfisa, e morire in campo, magari proprio per mano di Ruggiero. Bradamante trascorre la 1ª notte di viaggio in un castello dove vigeva l’usanza che il cavaliere che qui alloggiasse, potesse essere sfidato da 1 eventuale cavaliere giunto dopo di lui. Il migliore avrebbe potuto trascorrere la notte nel castello. Bradamante sconfigge i tre cavalieri che avevano trovato alloggio prima di lei, e così riesce a trovare un riparo.
Canto XXXIII
Nelle sale del castello ci sono degli splendidi dipinti, che possono stare alla pari con le opere dei grandi artisti italiani: Leonardo, Mantegna, Michelangelo, Raffaello, Tiziano... In questi dipinti sono ritratte le guerre fatte in passato, ma soprattutto quelle che devono ancora venire. Dopo averla onorata con una splendida cena, chi ospita Bradamante l’accompagna ad ammirare queste opere d’arte. Il giorno dopo, all’uscita dal castello, Bradamante ritrova i cavalieri battuti la sera prima, che vogliono la rivincita; ma mal gliene incoglie, perché vengono gettati di nuovo giù da cavallo dalla bellissima guerriera.
Rinaldo e Gradasso intanto hanno ripreso la loro lotta, ma mentre stanno duellando vengono distolti dalla vista di un mostro alato che stava lottando con Baiardo. Il cavallo per sfuggire alla sua presa, fugge in una selva e si nasconde in una grotta; i due guerrieri allora si dividono per cercare il cavallo con l'impegno di tornare sul campo di battaglia e concludere il duello, ma Gradasso, trovato Baiardo, decide di venir meno all’impegno preso e di andare verso il campo saraceno.
Astolfo nel frattempo sta sorvolando l'Europa e l'Africa in sella all'ippogrifo, e di molti paesi l’Ariosto ci dà una sintetica descrizione.
Canto XXXIV
Un'illustrazione del XXXIV canto, che raffigura il viaggio di Astolfo sulla Luna attraverso la sfera del fuoco (da un'edizione di Clemente Valvassori, Venezia, 1553).
Astolfo viene ospitato una sera da un re in Egitto e lo salva, con l'aiuto del corno incantato, da alcune infernali arpie che gli impedivano di cibarsi, precipitandosi sulla sua mensa e sporcandola con le proprie feci. Nell'inseguire le arpie, terrorizzate dal suono del corno, finisce per entrare in una grotta, ingresso dell'inferno. Qui parla con l’anima di una dannata, e ascolta la sua storia, ma poi è costretto ad andarsene via in fretta per i fumi troppo densi e pesanti. A cavallo dell'ippogrifo Astolfo giunge poi sulla cima di una montagna, che si scopre essere il Paradiso Terrestre. Il paladino viene subito accolto da San Giovanni Evangelista: questi gli rivela che il senno che Orlando ha perso si trova sulla Luna, quindi lo aiuta ad arrivarci, passando con un carro magico oltre la sfera del fuoco. L’obiettivo è di fare tornare il folle paladino in sé. Tra le varie cose perse sulla terra che stanno sulla superficie della luna Astolfo finalmente ritrova il senno di Orlando, che era stato punito in questo modo da Dio perché invece di andare in aiuto del popolo cristiano a Parigi si era fatto distogliere dalla bellezza della pagana Angelica.
Canto XXXV
Fiordiligi, in cerca di un cavaliere che l’aiuti a sconfiggere Rodomonte, incontra Bradamante, che si dirigeva verso Parigi. La giovane spiega il suo problema e la guerriera subito si offre di aiutarla: entrambe si dirigono dunque al ponte difeso da Rodomonte. Bradamante riesce a sconfiggere il pagano, e quindi ottiene da costui le armi che portava e la liberazione di tutti i prigionieri, i quali erano stati inviati da Rodomonte nel suo regno in Africa. Rodomonte, pieno di vergogna per essere stato sconfitto da una donna, decide di non rientrare nel campo pagano. Fiordaligi è intenzionata ad andare incontro a Brandimarte, anche lui prigioniero in Africa. Decidono allora di viaggiare insieme fino ad Arles, dove stava il re Agramante, che, come sappiamo, era fuggito da Parigi. Bradamante coglie l'occasione per inviare tramite Fiordaligi un messaggio a Ruggiero con il quale la guerriera lo sfidava a duello senza rivelare la sua vera identità. Fiordaligi entra così nel campo saraceno, porta il messaggio a Ruggiero e poi prosegue verso il punto d'imbarco per l'Africa. Alla sfida lanciata a Ruggiero rispondono Serpentino, Grandonio, Ferraù, tutti battuti. Tocca ora a Ruggiero, che invano si chiede chi sia colui che lo sfida.
Canto XXXVI
Mentre Ruggiero si arma per sfidare il misterioso sfidante, Ferraù gli riferisce che secondo lui si tratta di Bradamante: Marfisa non gli dà il tempo di partire, perché già è uscita dalle mura, volendo riservare a sé la gloria di sconfiggere il misterioso cavaliere. Inizia allora una feroce lotta tra le due donne, che si odiano a vicenda ma per motivi diversi. Bradamante, dopo avere battuto Marfisa, che cade da cavallo, punta su Ruggiero per duellare con lui, ma non vi riesce perché si accende una mischia più generale tra cavalieri saraceni e cristiani. Ma poi il guerriero la implora di smetterla e di lasciargli spiegare. Così si appartano in una radura tranquilla dove si erge una misteriosa tomba. Però vengono raggiunti di nuovo da Marfisa, la quale crede che il misterioso cavaliere voglia terminare il duello con Ruggiero; le due donne si attaccano ferocemente: Ruggiero cerca di dividere le due guerriere, ma Marfisa finisce per rivolgere la sua ira verso di lui. Mentre i due sono in lotta, la voce tonante di Atlante, che giaceva nella tomba misteriosa, rivela che Ruggiero e Marfisa sono in realtà fratelli: il mago aveva iniziato a crescerli insieme, ma poi la bambina era stata rapita da una torma di arabi. Ruggiero riconosce allora Marfisa come sua sorella e si riappacifica con Bradamante.
Canto XXXVII
Ruggiero, Marfisa e Bradamante riprendono il cammino. Si imbattono però in tre donne che piangono, stanno sedute a terra, e che hanno le vesti tagliate sino alle pudenda. Le tre sono state così ridotte da un feroce tiranno, di nome Marganorre, il quale ha tra l’altro imposto che tutte le donne della sua contea si debbano separare dai loro uomini, mariti, figli, padri, e vivano isolate. Questo perché i due figli del tiranno erano morti, l’uno ucciso, in duello, l’altro avvelenato, per avere voluto impadronirsi delle belle mogli di due cavalieri giunti, in tempi diversi, al loro castello. Marganorre aveva voluto vendicarsi di questo fatto contro tutte le donne del suo territorio. Naturalmente i tre non possono tollerare questa ingiustizia, si recano al castello, sconfiggono Marganorre, lo fanno frustare a sangue, e infine il tiranno sarà precipitato da una torre. Bradamante e Marfisa impongono una legge nuova, che dà alle donne il potere di governare, togliendolo agli uomini.
Dopo avere vissuto questa avventura insieme i tre riprendono il loro cammino, ma trovano un bivio: Bradamante e Marfisa tornano all'accampamento cristiano, mentre Ruggiero si dirige verso Arles, dove è stanziato l'esercito pagano. Concordano sul fatto che Ruggiero debba servire ancora il proprio re Agramante, perché si era impegnato in tal senso, ma che si troverà in seguito un’occasione per fargli abbandonare l’esercito saraceno e ricongiungersi con Bradamante, sua promessa sposa, e convertirsi al cristianesimo.
Canto XXXVIII
Presso la corte di Carlo, Marfisa, racconta la sua storia, e chiede di essere battezzata. Ora però il canto prosegue con la vicenda di Astolfo, che porta con sé l'ampolla con il senno di Orlando. Astolfo, a cavallo dell’ippogrifo, scende dalla luna, si congeda da San Giovanni e si reca in Nubia, guarisce con un’erba miracolosa il re di Nubia dalla cecità, e ottiene da lui un esercito con il quale va ad attaccare il regno africano di Agramante. Quest’ultimo viene avvertito della situazione e riunisce un consiglio di guerra.
Dal consiglio di guerra dei pagani viene emessa una proposta al re cristiano: l'intera guerra sarebbe stata decisa da un duello tra Ruggiero e il più valoroso paladino di Carlo. Il re franco accetta la sfida e decide di designare Rinaldo per quell'opera, data l'assenza di Orlando. Così Bradamante si dispera perché vede scendere in campo il proprio fratello Rinaldo, contro il proprio amante, Ruggiero. D’altra parte quest’ultimo è ancora più disperato perché se uccide Rinaldo certamente subirà l’odio di Bradamante, e d’altra parte se si fa uccidere priverà Bradamante del proprio amore. Lo scontro ha inizio: Ruggiero non sa se cercare di vincere (uccidendo il fratello della donna amata) o lasciarsi sconfiggere (e quindi morire).
Canto XXXIX
Rinaldo è proteso all'attacco mentre Ruggiero preferisce limitarsi a difendersi per il dubbio che lo opprime. Melissa, la maga che ha predetto a Bradamante la sua gloriosa stirpe, interrompe con un incantesimo il duello: fa comparire Rodomonte che vuole prendere il posto di Ruggiero. L’accordo sul duello è rotto, così i due schieramenti si cimentano in una feroce battaglia, mentre Ruggiero e Rinaldo si accordano a rimanere fuori dai giochi fin quando non si sia chiarita la situazione e individuato di quale schieramento sia la colpa del tradimento del giuramento. Astolfo decide di andare in aiuto di re Carlo; con una magia si procura una flotta, per attraversare il Mediterraneo. Viene da lui catturata però la nave che Rodomonte aveva inviato in Africa piena di prigionieri cristiani, tra i quali anche Brandimarte. Così quest’ultimo può riabbracciare l’amata Fiordiligi. In questi frangenti, compare
Orlando, in piena furia, che sta sbaragliando chiunque gli si ponga innanzi. Alla vista del selvaggio Orlando, Astolfo e tutti i paladini che sono lì si commuovono per lo stato in cui si trova ora il conte. Dopo diversi tentativi, tutti insieme riescono a immobilizzare Orlando e a fargli inalare il senno che Astolfo aveva preso sulla luna. Nel frattempo, in Francia, l'esercito pagano sta ricevendo una grande sconfitta, al punto che Sobrino, Marsilio e Agramante si devono chiudere all'interno delle mura di Arles, lasciando gran parte del loro esercito a morire sul campo di battaglia e progettando la ritirata, con il rientro in Africa, che avverrà per mare. La flotta di Agramante però viene intercettata di notte dalla flotta condotto da Astolfo, che la sconfigge e fa strage dei saraceni.
Canto XL
Mentre Marsilio fugge verso la Spagna, Sobrino e Agramante riparano in Africa; i due scampano alla sconfitta della loro flotta imbarcandosi su un naviglio più leggero che riesce a sfuggire. Il re Agramante ha con sé Sobrino che si lamenta di non essere stato ascoltato quando tentò di dissuadere il re a non proseguire la guerra e a ritirare in Africa (Canto XXXVIII, stanza 60). Intanto i cristiani e i nubiani, guidati a terra da Astolfo e Orlando, e supportati dalla flotta guidata da Sansonetto, hanno preso Biserta dopo un breve ma intenso assedio. Biserta è messa a ferro e fuoco dall'esercito cristiano che si macchia di vari crimini inclusi "stupri e mille altri atti ingiusti" (Canto XL, stanza 34).
Dopo la presa di Biserta, Agramante vorrebbe uccidersi ma Sobrino lo dissuade, sostenendo che la morte di Agramante toglierebbe l'ultimo bene rimasto all'armata saracena, ovvero la speranza. A causa di una tempesta, il re saraceno è costretto ad approdare presso un'isola vicino a Lampedusa, (forse Linosa) dove ritrova per caso Gradasso. I tre decidono di inviare un messo a Biserta per sfidare Orlando e altri due paladini a un duello, che risolva la guerra fra cristiani e saraceni, come già tentato in precedenza (v. Canto XXXVIII). Orlando accetta perché Gradasso aveva la sua spada e Agramante il suo cavallo: sceglie come compagni Brandimarte e Oliviero. Nel frattempo Ruggiero cerca di capire quale tra i due re, Carlo o Agramante, non ha rispettato il patto di non intervento per il suo duello con Rinaldo. Lungo la strada sente tutti dire che la colpa è stata di Agramante, allora si reca a Marsiglia per rientrare in Africa perché, il senso dell’onore, l'abitudine e la vista dei suoi compagni demoralizzati lo portano a riprendere posizione contro i cristiani. A Marsiglia però, contrariamente alle sue aspettative trova il porto occupato dai cristiani. Si scaglia allora contro di loro, ma viene affrontato dal loro capo, Dudone, il quale sta comandando l'esercito cristiano stanziato lì.
Nel duello Ruggiero cerca di non fare male a Dudone, sempre per il timore che se lo avesse ucciso, Bradamante si sarebbe adirata con lui.
Canto XLI
Quando il francese capisce che Ruggiero sta facendo di tutto per non ucciderlo, si dichiara sconfitto e concede al saraceno di liberare i re pagani fino a quel momento fatti prigionieri. Appena salpata però, la nave di Ruggiero viene colpita da una violentissima tempesta. Tutto l’equipaggio muore; l’unico che si salva è Ruggiero. Ruggiero è in balia delle onde: non appena giura a Dio che non alzerà più le armi contro i cristiani scorge un'isoletta in mezzo al mare, la raggiunge a nuoto, e qui trova un eremita che, illuminato da Dio, lo inizia al credo cristiano e lo battezza.
La nave, mezza sfasciata e priva del equipaggio viene così ad arenarsi presso Biserta, proprio mentre Orlando vi stava passando. Questo paladino, insieme a Brandimarte, ritrova nella nave abbandonata Frontino e le armi di Ruggiero. Una volta pronti, i tre cavalieri salpano verso l'isola di Lampedusa dove dovrà svolgersi il duello con i tre guerrieri saraceni.
Comincia nel frattempo lo scontro tra i tre cristiani (Orlando, Brandimarte, Oliviero) e i tre saraceni (Gradasso, Agramante, Sobrino): il primo a morire è Brandimarte, ucciso per mano di Gradasso.
Canto XLII
Accecato dall'ira per la morte dell'amico, Orlando decapita Agramante e trafigge Gradasso, ma mosso da clemenza, si dispone a curare le ferite di Sobrino.
Mentre a Parigi Bradamante si sfoga con Marfisa per l'ennesimo ritardo di Ruggiero, Rinaldo chiede a Malagigi di svelargli dove si trovi Angelica: viene a sapere che essa si trova in Oriente con il saraceno Medoro e decide subito di partire verso Levante: si congeda con una scusa da Carlo Magno. Ma lungo la strada beve presso la fonte di Merlino che libera dal sentimento d'amore, e tutto quello che provava per Angelica svanisce in un attimo. Decide comunque di recarsi in India per riconquistare il suo Baiardo (la scusa che aveva già indicato a Carlo per partire): ma viene poco dopo a sapere del duello che sta per svolgersi tra Orlando, Oliviero e Brandimarte e i tre guerrieri saraceni, quindi si dirige in Italia.
Rinaldo durante il viaggio viene ospitato da un cavaliere misterioso in un magnifico palazzo all'interno del quale sono celebrate con statue e cartigli molte figure femminili più o meno contemporanee dell'Ariosto. Viene inoltre a conoscenza della prova del nappo, una ricca coppa d'oro, piena di vino, che ha una proprietà magica: consente agli uomini coniugati di verificare la fedeltà delle proprie mogli (i mariti traditi, bevendo dal nappo, vedranno il vino rovesciarglisi addosso, come si spiega nel canto successivo).
Canto XLIII
Il canto inizia con un'invettiva contro l’avarizia il cui senso apparirà chiaro più tardi. Rinaldo decide intanto di non sottoporsi alla prova che potrebbe fargli conoscere se sua moglie gli sia fedele o meno. Egli offre così prova di grande saggezza. Il cavaliere che lo ha ospitato decide allora di parlare; gli racconta la sua storia. Egli narra di essere stato lo sposo di una donna di grande bellezza e grande onestà. Ma una donna del suo paese, che conosceva le arti della magia (era Melissa) si innamorò di lui. Ma lui non cedette alla tentazione anche perché si dichiarava sicuro della fedeltà della propria moglie. Così Melissa uno giorno si reca da lui e gli chiede di sottoporre a prova questa presunta fedeltà. Lo invita ad andarsene di casa per uno paio di mesi; alla partenza lo avrebbe sottoposto a uno prova magica: gli avrebbe fatto bere del vino da una coppa fatata; se la moglie gli era fedele lo avrebbe potuto bere, se la moglie gli era infedele il vino si sarebbe sparso sul suo petto. Egli si sottopone alla prova senza problemi. Ora, c’era un giovane cavaliere ricco e bello che un tempo si era innamorato di sua moglie. Melissa con le sue arti magiche trasforma lui in quel cavaliere e gli fa offrire alla propria moglie, che ovviamente non lo riconosce, delle grandi ricchezze, e lei si dichiara disposta a cedergli. In questo preciso momento lui riprende le sue antiche sembianze. La moglie piange, si dispera, ma poi in lei monta la rabbia e se ne va a vivere presso il cavaliere che un tempo s’era innamorato di lei e di cui lui aveva magicamente preso l’aspetto. Erano passati 10 anni da quei fatti, ma non era passata in lui la disperazione di avere messo la propria moglie alla prova. È tempo che Rinaldo si congedi e vada a dormire; il cavaliere gli offre una piccola nave con la quale Rinaldo può discendere il Po, quella notte, e affrettare così il suo viaggio. Rinaldo accetta; nel corso del viaggio chiacchiera con il nocchiere di quella navicella che gli narra una storia simile a quella già vista. Anche in questo caso c’è un cavaliere che cade in rovina, perde tutti i suoi averi per ingraziarsi una donna, moglie di un amico, che però non gli cede. Questo amico un giorno è costretto ad assentarsi. Lo spasimante della moglie, grazie a un incantesimo della fata Manto che egli aveva salvato quando la fata aveva la forma di serpe, dalle botte di un contadino, si presenta alla donna e riesce a sedurla. Naturalmente, quando il marito ritorna dopo la lunga assenza, viene a saperlo, ma la donna non si trova più. Egli la fa cercare ovunque ma invano, e ha il progetto di farla ammazzare da un suo servo, il quale, infine, la incontra, ma non può ucciderla perché essa magicamente gli scompare. La donna era stata ospitata in un palazzo magico al quale giunge dopo varie vicissitudini suo marito, il quale però si fa sorprendere da lei mentre la sta tradendo con un uomo dell’Etiopia, che gli aveva promesso come compenso quel palazzo. Come si dice, pari e patta: i due coniugi tornano insieme con l’intenzione, mantenuta, di dimenticare tutto quello che era successo. Dopo questa lunga narrazione, la trama torna a Rinaldo.
Egli giunge finalmente a Lampedusa ma arriva appena dopo che Orlando ha ucciso Agramante e Gradasso e rientra all'accampamento con lui e il ferito Oliviero: la questione ora è chi debba annunciare a Fiordiligi la morte dell'amato Brandimarte: alla fine la scelta ricade su Sansonetto. Ma Fiordiligi non regge al dolore, si isola in una celletta nei pressi del sepolcro di Brandimarte e muore. Dopo avere svolto solenni riti funebri in onore di Brandimarte, i paladini pensano di accompagnare, per nave, Oliviero presso l'eremita dell'isoletta in cui si trova anche Ruggiero, perché lo sapevano capace di guarire le ferite. Così accade: grazie alle preghiere dell’eremita Oliviero viene risanato; Sobrino, guerriero saraceno, anche lui ferito, si converte al cristianesimo e viene guarito lui pure. I paladini fraternizzano con Ruggiero che, come ricordiamo, era stato convertito da quell’eremita e si era fermato un po’ di tempo a vivere da lui.
Canto XLIV
Orlando concede tutti gli onori a Ruggiero, sia perché ne riconosce il valore e l’onore, sia perché questi adesso ha ricevuto il battesimo ed è quindi cristiano. Restituitegli le armi, i paladini appoggiati calorosamente dall’eremita promettono a Ruggiero in sposa Bradamante, sorella di Rinaldo. Poi tutti, compreso Ruggiero, partono in nave per Marsiglia dove giungono felicemente.
Astolfo, informato della morte di Agramante, fa ripartire l'esercito nubiano verso la propria terra, poi riprende il volo con l’ippogrifo verso Marsiglia, dove giunge nello stesso momento di Orlando, dei paladini e di Ruggiero, e dove lascia in libertà il cavallo alato. Giunti a Parigi i cavalieri presentano Ruggiero a Carlo. C'è però ancora un ostacolo da superare: i genitori di Bradamante sono fortemente contrari al matrimonio della figlia con Ruggiero, perché questa era già promessa sposa a Leone, principe dell'impero d'Oriente, figlio di Costantino. Bradamante si trova lacerata tra l’obbedienza ai genitori e l’amore, e la parola data a Ruggiero. Ruggiero, dal canto suo, non vuole perdere Bradamante ma non vuole nemmeno scontrarsi con i genitori di lei. Decide allora di partire per l’oriente, ma con nuove insegne per evitare di essere riconosciuto. Il suo obiettivo è di uccidere il rivale. Giunto nei pressi di Belgrado, egli scopre che le armate di Costantino stanno battagliando contro i loro nemici, i bulgari. Ruggiero aiuta questi ultimi a sconfiggere Costantino stesso, il quale ultimo ha modo di ammirare il valore di quel cavaliere sconosciuto che sta facendo strage dei suoi.
Canto XLV
Ruggiero, che dopo la battaglia si reca a dormire in un ostello, viene individuato e poi fatto prigioniero dagli uomini di Costantino, e imprigionato in una torre a Beleticche, affinché venga poi torturato e ucciso.
Intanto Bradamante ha ottenuto da re Carlo la pubblicazione di un bando secondo il quale la ragazza sarebbe andata in sposa solo a colui che l'avesse battuta in duello. La giovane guerriera si dispera quando scopre che Ruggiero è partito e nessuno sa per dove.
Ruggiero, intanto, viene inaspettatamente salvato da Leone, figlio di Costantino che lo ammira profondamente. Leone chiede a Ruggiero, per contraccambiare il gesto nobile fatto, di combattere al proprio posto contro Bradamante, e Ruggiero per riconoscenza e in nome dell’onore, è costretto ad accettare, ma non può rivelare a Leone il rapporto che lo lega a Bradamante. I due si recano a Parigi. Bradamante perde il duello in quanto al tramonto non è riuscita a sconfiggere Leone, ovvero Ruggiero, che si è ben guardato dal ferire la donna amata, dalla quale ovviamente non ha potuto farsi riconoscere. Bradamante viene quindi dichiarata promessa sposa di Leone, mentre Ruggiero fugge via in preda alla disperazione, la stessa che prova anche la ragazza.
Fortunatamente interviene Marfisa, la quale dichiara a re Carlo che già esisteva una promessa di matrimonio tra Ruggiero e Bradamante, come Rinaldo e altri paladini già sostenevano da tempo. Nasce un dibattito a corte e in tutta la Francia sulla questione. E alla fine viene stabilito un duello tra Ruggiero e Leone per la mano di Bradamante. Leone pensava di farsi sostituire di nuovo, ma non riesce a trovare Ruggiero, peraltro ricercato anche dai suoi amici paladini. Il guerriero non sarebbe però stato ritrovato se non fosse stato per l'intervento della maga Melissa.
Canto XLVI
L’autore dichiara di sentirsi come un navigante che abbia fatto un lungo viaggio, e che sta finalmente rientrando in porto, nel quale lo aspettano tutte le sue amiche e i suoi amici, che egli nomina accuratamente. Tra le varie dame, i numerosi cavalieri, personaggi politici, letterati e artisti Ariosto menziona anche Giulio Camillo, autore del Teatro della Memoria e l'umanista Paolo Pansa. In totale il poeta dedica sedici stanze, ovvero più di centoventi versi, a questo "catalogo" di amiche e amici. Quindi l'autore riprende e conclude la trama dell’opera.
Melissa guida il cavallo di Leone verso la fitta selva in cui si trova Ruggiero, che ha deciso di morire di fame e sta piangendo disperato per amore di Bradamante. Leone, non conoscendo l'identità del cavaliere suo amico, gli chiede quale sia il motivo di tanta disperazione: Ruggiero, dopo essersi a lungo schermito, gli rivela il suo nome, e come abbia dovuto combattere contro la propria amata Bradamante, che andrà in sposa proprio a lui, a Leone. Contro ogni aspettativa Leone reagisce confermando il bene che gli vuole e lo aiuta a tornare in forze. Inoltre, colpito da quella vicenda, e dal senso dell’onore di Ruggiero, gli lascia Bradamante. I due tornano dove era acquartierato Carlo con l’esercito cristiano: grande è la gioia del sovrano e dei paladini Orlando, Rinaldo e di tutti gli altri nel ritrovare Ruggiero. Le nozze vengono finalmente celebrate in pompa magna, ma a un tratto si presenta Rodomonte che sfida in un duello all'ultimo sangue Ruggiero, reo di avere rinnegato la sua fede. È l’ultimo ostacolo sulla strada della felicità di Ruggiero e Bradamante. Dopo un lungo e sanguinoso combattimento, alla fine il guerriero pagano viene sconfitto e ucciso da Ruggiero. Il poema si conclude con la discesa all'inferno dell'anima «sdegnosa (…) si altiera al mondo e si orgogliosa» dell'ucciso.

## Episodi principali e possibili interpretazioni

### La fuga di Angelica

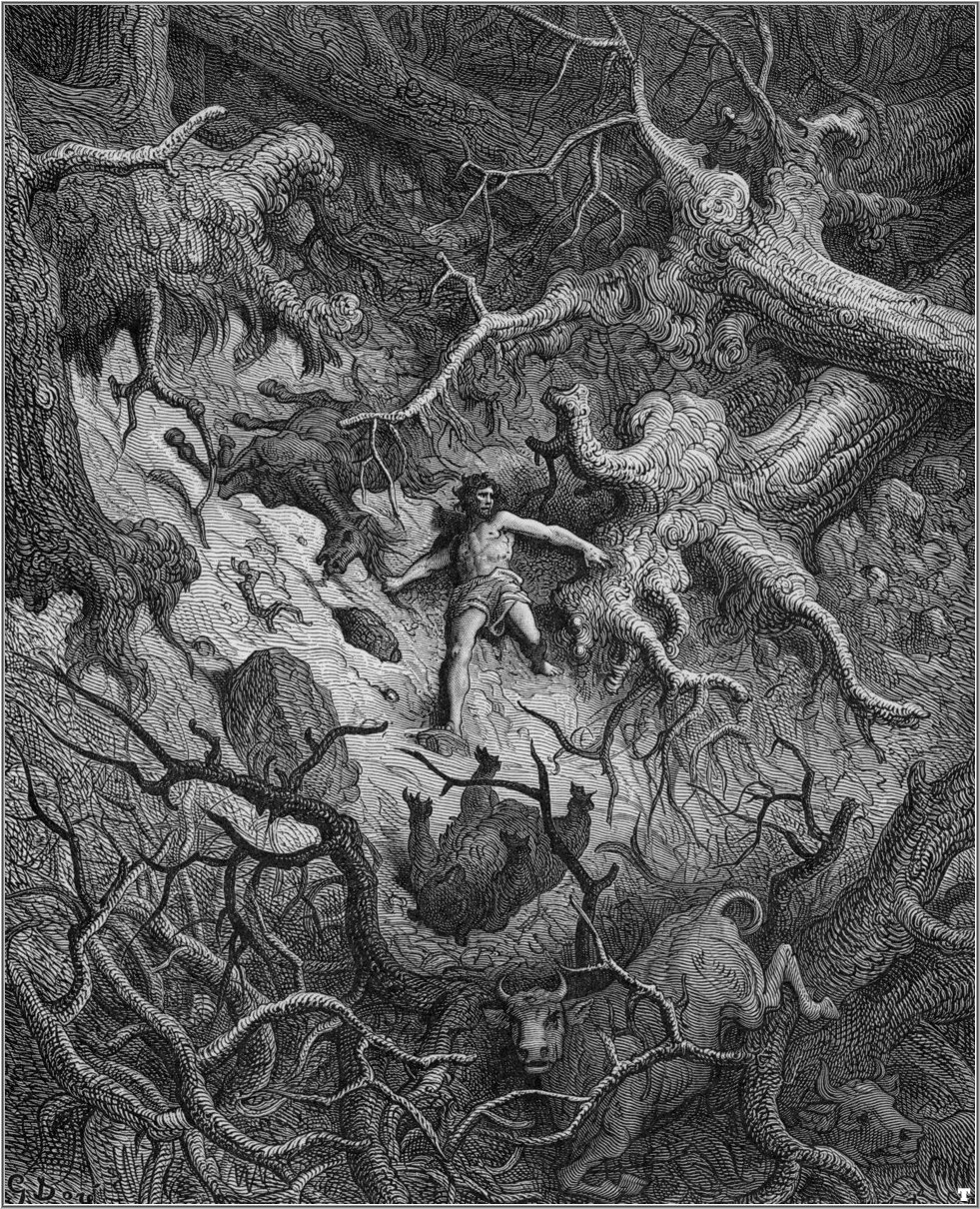
La follia di Orlando in un'illustrazione di Gustave Doré

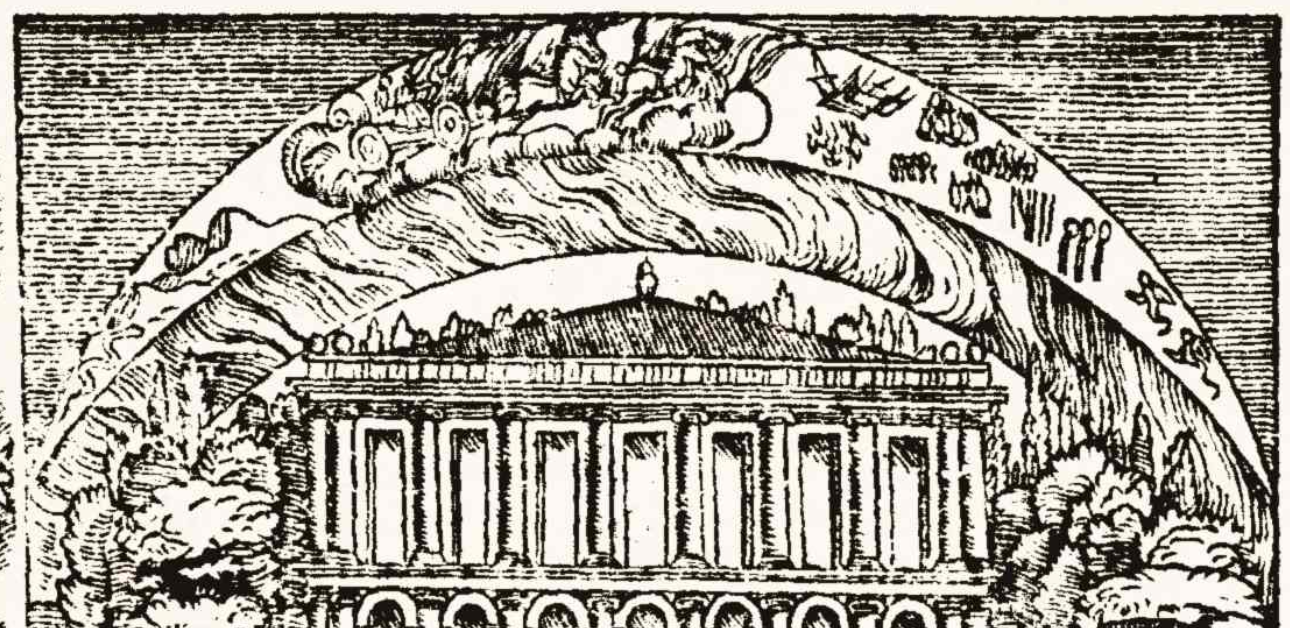
Dettaglio da un'illustrazione del XXXIV canto dell'Orlando Furioso, che raffigura il viaggio di Astolfo sulla Luna attraverso la sfera del fuoco (da un'edizione di Clemente Valvassori, Venezia, 1553).

Angelica, approfittando dello scompiglio nel campo di Carlo Magno dove è tenuta in custodia, scappa nel bosco. Rinaldo, seguendo le tracce del suo cavallo che lo portano verso Angelica, incontra Ferraù (un cavaliere pagano che come tanti altri aspira ad Angelica) e tutti e due, dopo avere combattuto per un po', cercano la principessa seguendo percorsi diversi nel bosco. Ferraù si perde e cerca l'elmo in un fiume. Angelica si riposa dietro un cespuglio, e dall'altra parte è sdraiato Sacripante, anche lui innamorato di Angelica. Angelica si accorge della sua presenza e approfitta del suo amore per farsi aiutare nella fuga.
La fuga di Angelica è il nucleo fondante su cui viene costruita tutta la complessa struttura del Furioso: da una parte rappresenta l'avvio del movimento, un punto che si muove nello spazio e che parte da un altrove lontano (posto fuori dal poema - non a caso Angelica è un'invenzione di Boiardo), dall'altra è l'emblema della condizione d'incompletezza che avvolge i cavalieri, dell'estenuante ricerca della soddisfazione, del vano desiderio. L'incontro coi cavalieri nel canto I, e quindi anche il disvelamento della loro dimensione e del ruolo che ricoprono nel poema, avviene sempre per mezzo di questo progressivo allontanamento.

### L'isola di Alcina
(VI, 17 - VIII, 21) Ruggiero arriva con l'Ippogrifo (un cavallo alato) su un'isola incantata, popolata da piante e rocce parlanti. Ruggiero parla con un mirto che in realtà è Astolfo, che è stato trasformato in pianta da Alcina. L'isola è abitata da tre fate: Alcina e Morgana che rappresentano il vizio e Logistilla che rappresenta la virtù. Ruggiero vuole andare nel regno di Logistilla ma Alcina cerca di sedurlo: tutti gli amanti di Alcina vengono poi trasformati in piante (come Astolfo) o pietre. Mentre Ruggiero aspetta Alcina per passare una notte con lei, arriva Melissa (una maga buona) con un anello magico che rompe l'incantesimo di Alcina e la fa apparire con le sue vere sembianze: brutta e vecchia. Ruggiero scappa verso Logistilla che vive in un mondo virtuoso.

### Mandricardo e Doralice
Doralice sta andando nel luogo dove deve sposarsi con Rodomonte. Viaggia attraverso il bosco, con le sue guardie e a un certo punto si avvicina Mandricardo, Re di Tartaria, che sa che Doralice è una donna molto bella. Mandricardo chiede alle guardie di poterla vedere, ma esse non glielo permettono, così le uccide tutte, vede la donna, se ne innamora e la porta con sé sul suo cavallo, e dopo la convince che egli è l'uomo giusto per lei.

### Il palazzo incantato di Atlante
Il palazzo di Atlante è forse l'immagine più rappresentativa del poema; un labirinto dove i cavalieri restano intrappolati, in un vorticoso meccanismo di specchi e di inseguimento di immagini vane e inafferrabili. Tutto il canto XII è costruito attraverso una fitta rete di richiami intertestuali: sia nel parallelo tra Orlando e Ruggiero, entrambi impegnati in una vana inchiesta amorosa, sia nei rimandi al primo canto del poema.
Ruggiero giunge nel castello dopo avere perso Angelica, all'inseguimento della vana immagine di Bradamante; Orlando crede di vedere Angelica portata via da un cavaliere sconosciuto. Proprio la donna amata dal paladino renderà per un momento vano anche l'incanto di Atlante nella sua reale apparizione, liberando dal meccanismo lo stesso Orlando, Sacripante e Ferraù (come si può notare riproposizione dello stesso schema dell'apertura della narrazione). Gli altri cavalieri (compreso Ruggiero) rimarranno imprigionati fino alla successiva liberazione da parte di Astolfo, ancora una volta grazie all'ausilio della magia e del libro che scioglie tutti gli incantesimi donato da Logistilla al duca d'Inghilterra.

### La follia di Orlando
Orlando vaga per il bosco e legge su un albero alcune scritte incise nella corteccia, in cui insieme al nome di Angelica c'è un altro nome, quello di Medoro, il giovane saraceno di cui Angelica si è invaghita, ricambiata. Orlando inizialmente pensa che "Medoro" sia un soprannome datogli da Angelica. Va poi in una grotta e qui trova una poesia scritta dallo stesso Medoro in arabo, lingua che Orlando conosce benissimo, in cui narra l'amore per Angelica. Orlando comincia ad avere pensieri sempre più strani, e quando va a chiedere ospitalità per la notte presso un anziano pastore, egli, per alleviare la tristezza di Orlando stesso, gli racconta che sul letto in cui Orlando sta dormendo, Angelica e Medoro hanno consumato la loro passione amorosa dopo essersi innamorati.
Quando Orlando vede il bracciale d'oro che Angelica aveva regalato al pastore per ripagare l'ospitalità, essendo lo stesso bracciale regalatole da Orlando stesso l'ultima volta che si erano visti, impazzisce e si mette a distruggere tutto ciò che trova sul suo cammino. Infine si spoglia dell'armatura e dei vestiti. Il senno di Orlando si trova sulla Luna e sarà Astolfo a recuperarlo.

### Morte di Zerbino e Isabella
Zerbino e Isabella si sono da poco ritrovati, ma il principe perisce in uno scontro con Mandricardo. Isabella vuole farsi monaca dopo la morte del suo amato e va da un eremita. Rodomonte, colpito dalla bellezza di Isabella, uccide l'eremita e trascina via la donna. Isabella, che preferisce morire piuttosto che piegarsi alla violenza di Rodomonte, gli chiede di colpirla con la spada sul collo per vedere se una finta bevanda dell'invulnerabilità che ella aveva bevuto funziona. Rodomonte la uccide così con la spada; Isabella muore pronunciando come ultima parola il nome dell'amato. Il re saraceno, intenerito dal gesto di amore estremo, decide di trasformare la chiesetta del villaggio in un monumento funebre in onore di Isabella e Zerbino. Fa costruire anche un ponte senza protezioni e promette di adornare il sepolcro con le armi di tutti i cavalieri che oseranno attraversarlo.

### Le avventure di Astolfo
Astolfo, in groppa all'Ippogrifo, vola a Nubia, una città tutta d'oro, dove vive il re Senàpo, vittima di una maledizione (è cieco e tormentato da uccellacci col volto di donna, le arpie). Astolfo, dopo avere rotto la maledizione, si reca sulla luna col carro di Elia per riprendere l'ampolla che contiene il senno di Orlando, e trova anche l'ampolla contenente il suo. Quindi consegna la boccetta a Orlando, che ne aspira il contenuto, e finalmente rinsavito potrà aiutare Carlo Magno a vincere la guerra contro i saraceni.

## I Cinque Canti
Tra il 1518 e il 1519 (ma la datazione è controversa) l'autore elaborò cinque canti che ruotano intorno al traditore Gano di Maganza. Questo frammento, lacunoso e incompleto, non sarà mai utilizzato da Ariosto, né come "giunta" al Furioso, né come possibile esordio di un nuovo poema.
I Cinque canti furono pubblicati postumi nel 1545, in appendice a un'edizione curata da Virginio Ariosto, figlio del poeta, per i tipi di Paolo Manuzio e ripubblicati, emendati di alcune lacune, nel 1548 per conto dell'editore Giolito. Dei Cinque canti esiste anche un manoscritto, di probabile mano di Giulio di Gianmaria Ariosto, risalente alla metà del Cinquecento, che riporta un'ottava iniziale altrimenti ignorata da entrambe le stampe. Questo manoscritto però, pur con qualche modifica nell'ordine delle ottave e con qualche sciatteria linguistica, per lo più imputabile al copista, riporta il medesimo testo pubblicato precedentemente.

## Personaggi ricorrenti

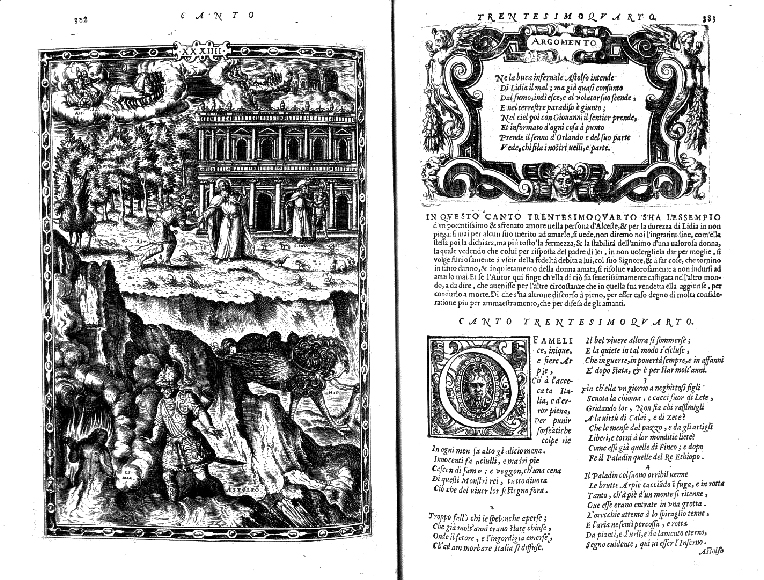
Canto 34 dell' Orlando Furioso, edizione del 1565 curata da Francesco Franceschi.

- Agramante: re moro d'Africa, principale nemico di Carlo Magno, guida l'assedio di Parigi;
- Alcina, Morgana, Logistilla: sono tre fate sorelle. Alcina e Morgana si dedicano agli inganni della magia nera, Logistilla alla virtù;
- Duca Amone: padre di Bradamante; non sapendo niente di Ruggiero, la promette in sposa a Leone;
- Angelica: principessa del Catai, esperta di medicina e arti magiche, la vogliono Orlando, Rinaldo e tutti gli altri. Ruggiero l'ha avuta nuda tra le mani, e gli è scappata mentre si toglieva l'armatura. È tanto bella quanto capricciosa; dopo avere rifiutato i paladini, si farà sposa d'un umile fante, Medoro;
- Argalìa: fratello di Angelica, ucciso da Ferraù nell'Orlando Innamorato, ricompare nel Furioso come fantasma;
- Ariodante: cavaliere valoroso e amante di Ginevra;
- Astolfo: paladino e figlio d'Ottone Re d'Inghilterra, ha la lancia d'oro di Argalia, che sbalza di sella ogni cavaliere. Ha anche un corno, che riempie di paura chiunque lo senta; all'inizio del poema, Ruggiero lo trova trasformato in mirto da Alcina; intraprende un viaggio sulla luna per recuperare il senno di Orlando
- Atlante: anziano mago che ha cresciuto Ruggiero. Per salvarlo dal suo tragico destino lo imprigiona in due castelli incantati;
- Avino, Avolio, Otone e Berlingiero, i quattro figli di Namo, che nei poemi cavallereschi sono sempre nominati insieme;
- Baiardo: cavallo di Rinaldo;
- Bradamante: valorosa guerriera, sorella di Rinaldo e cugina di Orlando. È innamorata di Ruggiero, sebbene questi sia un pagano appartenente all'esercito nemico;
- Brandimarte e Fiordiligi: coppia che costituisce un grande esempio di fedeltà coniugale;
- Brigliadoro: cavallo di Orlando;
- Carlo Magno: re dei Franchi e comandante del loro esercito; nel poema, così come in molti altri, è lo zio d'Orlando;
- Cloridano: giovane guerriero saraceno, amico intimo di Medoro, muore per salvarlo;
- Costantino: imperatore romano d'Oriente e padre di Leone;
- Dardinello: giovane re saraceno, nelle cui truppe combattono Cloridano e Medoro; figlio d'Almonte, ne porta il quartiere con onore. Viene ucciso da Rinaldo sotto le mura di Parigi;
- Doralice: figlia del re spagnolo Stordilano, è promessa sposa di Rodomonte, ma Mandricardo se la prende per forza. Quando Agramante, per evitare un duello tra i due campioni, le chiede chi preferisce, si pronuncia per Mandricardo. Quest'infedeltà causa a Rodomonte una terribile crisi di misoginia, che si placa solo quando vede Isabella;
- Dudone: danese, figlio di Uggiero di Danimarca, paladino al servizio di Carlo Magno. Assume importanti responsabilità militari nei Canti XXXIX e XL. La sua arma caratteristica è la mazza. Combatte in duello contro Ruggiero nel Canto XL.
- Ferraù: cavaliere moro; dopo avere perso l'elmo di Argalia in un torrente, giura che non ne porterà un altro, fin quando non toglierà a Orlando l'elmo d'Almonte. Non ha bisogno d'armatura, perché è tutto fatato, tranne che nell'ombelico, che protegge con sette piastre d'acciaio. Viene ucciso da Orlando in un altro poema epico, dopo avergli resistito tre giorni;
- Fiammetta: donna scelta da Astolfo per provare che l'infedeltà è insita nelle donne;
- Gabrina: una vecchia intrigante, che perseguita Isabella e Zerbino;
- Gano di Maganza, detto Ganelone: capo degli orridi Maganzesi;
- Ginevra: figlia del re di Scozia e sorella di Zerbino, innamorata di Ariodante corrisposta ma il loro amore è ostacolato da Polinesso. Viene salvata dalla condanna a morte per impudicizia da Rinaldo che svela la trama di Polinesso;
- Gradasso: fortissimo e coraggioso cavaliere saraceno, un "saracino Marte" come lo definisce l'Ariosto nel Canto XLI, stanza 68
- Grifone il bianco ed Aquilante il nero, figli di Oliviero, protetti da due fate, bianca per l'uno e nera per l'altro;
- Guidon Selvaggio della casa di Chiaromonte; Astolfo, Marfisa, Grifone e Aquilante lo incontrano "nel golfo di Laiazzo in ver Soria", governato dalle donne. I cavalieri che vi arrivano, vengono lasciati vivere solo se riescono a cacciare di sella altri dieci cavalieri, e se si dimostran capaci per dieci mogli. Guidone aveva superato entrambe le prove. Se le dà di santa ragione con Marfisa;
- Isabella: nobile e virtuosa galiziana. Quando, dopo casi avventurosi, lo sta per riabbracciare, Mandricardo glielo uccide. La donna viene poi insidiata da Rodomonte, ma si saprà sottrarre alle sue avances;
- Leone: principe ereditario bizantino, che rinuncia alla mano di Bradamante per l'amicizia che lo lega a Ruggero;
- Lurcanio: fratello di Ariodante;
- Mandricardo: re dei Tartari, alleato di Agramante, libera Lucina dall'Orco assieme a Gradasso e rapisce Doralice, promessa sposa di Rodomonte;
- Marfisa: valorosa combattente pagana, è sorella gemella di Ruggiero; passerà dalla parte dei cristiani dopo avere scoperto le sue vere origini;
- Marsilio: re moro di al-Andalus;
- Medoro: giovanissimo fante dell'esercito saraceno, viene quasi ucciso quando cerca di dare sepoltura al suo signore, Angelica se ne innamora; i due si sposano nella capanna di un pastore e le loro iscrizioni scatenano la pazzia di Orlando;
- Melissa: è una maga benevola che aiuta Bradamante e Ruggiero, in particolare illustra all'eroina le sorti della stirpe degli Este, che nascerà dall'unione con il suo amato;
- il duca Namo di Baviera: accorto consigliere di Carlo; per Pulci, spesso è il Dusnamo. La sua negligenza nel custodire Angelica fa disperare Orlando;
- Olimpia: figlia del Conte d'Olanda, è una sfortunata fanciulla oggetto degli amorosi appetiti di diversi pretendenti alla sua mano, non tutti leali verso di lei;
- Orlando, conte di Brava, senatore Romano e nipote di Carlo Magno: il più forte paladino dell'esercito cristiano dei Franchi. Porta l'insegna d'Almonte, a quarti bianchi e rossi;
- Orrigille, donna avvenente ma un po' volubile, amata da Grifone; durante un'assenza di costui si mette con Martano, parendole male avere "in così fresca etade a dormir sola";
- Pinabello, un altro traditore maganzese. Tutto il suo valore consiste nell'avere gettato Bradamante in un burrone;
- Polinesso: duca d'Albania, per brama del regno di Scozia vuole sposare Ginevra;
- Rabicano: cavallo di Astolfo;
- Rinaldo: cugino d'Orlando, ama Angelica che l'odia, perché vi fu un tempo in cui i ruoli erano invertiti;
- Rodomonte: re d'Algeri, è il più forte dei cavalieri saraceni. Durante l'assedio di Parigi, entra nella città con un salto, e quasi la distrugge tutta, compresi donne e bambini;
- Ruggiero: pagano della casa di Mongrana, è virtuoso e leale. Nel Furioso, così come nell'Innamorato, è assieme a Bradamante capostipite della Casa d'Este. Nel canto finale del poema, accetta la corona offertagli dai bulgari diventando dunque re di Bulgaria e vassallo dell'Imperatore d'Oriente;
- Sacripante: re moro di Circassia, innamorato di Angelica. Egli è convinto che, mentre si trovava momentaneamente in Oriente, Orlando abbia preso la donna da lui amata;
- Sansonetto, cavaliere pagano battezzato da Orlando; Carlo gli affida il governo di Gerusalemme;
- il vescovo Turpino: è il leggendario autore della cronaca da cui attingono il Boiardo e l'Ariosto, tanto più attendibile in quanto ha preso parte in prima persona all'assedio di Parigi. Ogni tanto lo si vede in battaglia, accanto a Carlo. I riferimenti allo scrittore originario sono un ammiccamento al pubblico che contribuisce a complicare il gioco di specchi tra autore e lettore;
- Zerbino: giovane principe di Scozia, irreprensibile cavaliere cristiano amato da Isabella; muore tra le braccia di lei dopo essere stato colpito in duello da Mandricardo.

Non si può poi non parlare delle armi dei paladini: Fusberta, la spada di Rinaldo, "che taglia sì, che par che rada"; e Durindana, spada di Orlando.

## Caratteristiche dell'opera
(Italo Calvino, Orlando furioso di Ludovico Ariosto raccontato da Italo Calvino)

Sebastiano Ricci, Angelica e Medoro in un paesaggio bucolico

Il poema si presenta esplicitamente come una "gionta", ossia come una continuazione dell'Orlando innamorato di Matteo Maria Boiardo, da cui però si discosterà in maniera evidente già a partire dai presupposti ideologici, storici e culturali. L'atteggiamento del conte Boiardo e di Ariosto rispetto al mondo della cavalleria è profondamente divergente: l'Innamorato era rappresentazione di un insieme di valori prettamente umanistici, di un'energica pulsione di un uomo che si era appena posto al centro dell'universo e che aveva quindi la possibilità di comandare tutte le forze del mondo. Il poema boiardesco non ha l'aspirazione alla completezza dell'Ariosto, il maturo riconoscimento del limite di una relatività; piuttosto una forte spinta propositiva sui nuovi valori umanistici della cortesia, inseriti nel mondo cavalleresco. Il duello di Orlando e Agramante tra il XVIII/XIX canto, per esempio, diventa il fulcro di una discussione sostanziale su un nuovo modello etico. All'attualizzazione, cioè all'inserimento del sistema etico umanistico all'interno del mondo cavalleresco, si sovrappone anche il rimpianto per i tempi andati: la brusca interruzione del poema, con l'invasione dei "barbari" francesi nel 1494, è in questo senso uno spartiacque deciso, un evento tragico la cui valenza simbolica non può non incidere sul destino dell'Italia, della sua letteratura e - in particolare - sullo svolgimento del poema interrotto.
L'Orlando furioso raccoglie questa eredità trasformando il mondo cavalleresco/cortese di Boiardo in un più ambizioso progetto di descrizione della complessità umana. L'immagine del cavaliere diventa più astratta, più lontana dal reale, e dalla consapevolezza di questo distacco nasce il meccanismo dell'ironia, come una forza che discute il fondamento stesso della realtà (a questo proposito si veda il discorso sui poeti menzogneri contenuto nel XXXV canto, vera e propria dichiarazione di poetica che si realizza nel discorso di S. Giovanni ad Astolfo).
L'operazione di discussione sulla e della realtà, che ha degli evidenti presupposti umanistici (si pensi per esempio alla filologia di Lorenzo Valla, operazione tutta volta a una ricostruzione scientifica che sfida il principio di autorità), porta al definitivo svuotamento dell'originario scontro tra pagani e cristiani: la guerra, uno dei pochi fili rossi che è possibile tracciare con facilità all'interno del poema, non racchiude un'opposizione etica/ideologica tra due schieramenti come nella Chanson de Roland. Sulla dimensione epica comunque presente, se non altro come polarità dialettica (e basti considerare la prima ottava del poema), s'instaurano le infinite vie del romanzo, delle quali la tecnica dell'intreccio è immagine stilistica: al filone principale delle armi si mischiano gli amori, secondo un'operazione già boiardesca. All'eroe epico destinato alla vittoria proprio in quanto difensore di un'ideologica superiorità rispetto al nemico si sostituisce il cavaliere innamorato del Boiardo, ma solo a un primo superficiale livello. Ariosto non può accontentarsi di arrivare a questo punto, e infatti spinge il proprio punto di vista letterario a complicare il meccanismo dell'innamoramento fino al paradosso: da una parte portando Orlando alla pazzia, alla condizione animalesca, a spogliarsi delle sue prerogative di cavaliere; dall'altra riprendendo e assolutizzando l'idea portante del romanzo medievale, il cavaliere alla ricerca della propria identità, da ritrovare dopo una "prova".
I personaggi del Furioso sono sempre alla ricerca (quête) di qualcosa: la donna amata, l'avversario da battere, il cavallo perduto, l'oggetto rubato; e in questa perenne ricerca, di volta in volta favorita o frustrata dal caso o dalla magia, si vede agire l'uomo del Rinascimento proteso alla realizzazione delle proprie capacità. Alla possibilità di completamento e di soddisfazione del desiderio, tuttavia, si sostituisce la consapevolezza di un'impossibilità: ogni ricerca rimane sospesa, frustrata, ogni via nuova impedita, ogni sentiero interrotto. Angelica è figura emblematica di questo meccanismo, di un continuo movimento vano che ha il suo contraltare nell'errare del poeta insieme ai personaggi, nella fatica dell'Ariosto quando si tratta di raccogliere e chiudere in un'unità la molteplicità. Come fa notare Marco Santoro:
Angelica è dunque l'immagine emblematica di un meccanismo che è alla base di tutte le forze che regolano il Furioso: tutti i personaggi sono alla ricerca di qualcosa. La dinamica dell'inchiesta cavalleresca ereditata dal romanzo medievale, incentrata sul cavaliere alla ricerca dell'occasione per misurare la propria identità ("prova") in vista anche della successiva realizzazione dell'amore, si trasforma ironicamente in un vorticoso cammino senza soluzione, nella follia dell'eroe principale, in un intreccio senza fine di storie che raccontano il vuoto e l'incompiutezza della figura del cavaliere. La narrazione dell'impresa dell'eroe diventa quindi riflessione sui valori di una civiltà in crisi, piacere della narrazione infinita, astrazione e idealizzazione della società rappresentata.
Le innovazioni stilistiche, il meccanismo dell'intreccio (entrelacement) che prevede il parallelo snodarsi di vicende tutte diverse e parallele, la concezione dello spazio e del tempo risentono tutti di questo processo di distanziamento di cui è simbolo la figura dell'autore sempre al di fuori rispetto alla narrazione, seppur in molti casi posta in collegamento con le profonde tematiche del poema (si pensi solamente all'innamoramento/follia di Orlando e all'immediato richiamo alla condizione del poeta).

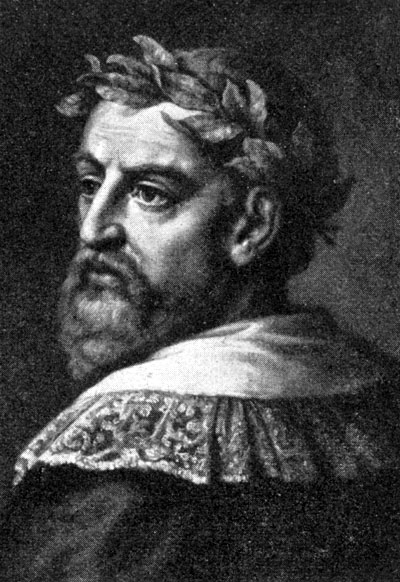
Ritratto di Ariosto

Il mondo dell'Orlando Furioso è un mondo dominato da forze incontrollate che sfuggono al controllo della ragione, e di cui la follia dell'eroe principale è segnatamente emblema; il ruolo della magia, oltre che un brillante meccanismo narrativo e un richiamo alla tradizione romanza, si carica in Ariosto di un connotato più amaro, proprio perché - come del resto la celebre ironia ariostesca - si sviluppa sulla consapevolezza di un limite ideologico, storico, e addirittura politico. La crisi del mondo ferrarese e dell'universo rinascimentale italiano, che porterà con sé anche la progressiva scomparsa dell'egemonia italiana come grande riferimento culturale dell'Occidente, condiziona l'atteggiamento ideologico del poeta e la struttura dell'opera. Alla vanità della ricerca dei personaggi, infatti, corrispondono l'ambiguità di Ariosto all'interno del testo, che ricopre posizioni spesso apparentemente contraddittorie, e anche la continua perfettibilità del poema, sia dal punto di vista linguistico (la revisione sotto il magistero bembiano), sia dal punto di vista strutturale (le tre edizioni e la produzione dei Cinque canti).
Anche all'interno della concezione dello spazio, che vede l'alternanza tra il presunto centro narrativo della guerra cristiana contro i pagani e le varie peregrinazioni dei personaggi, alcuni luoghi del testo assumono strutturalmente i connotati di emblema di tutto il poema. Così è il castello di Atlante del XII canto (che si ritroverà anche, in altra ma simile modalità, più avanti), luogo principe della ricerca vana, dove tutti i personaggi rincorrono l'oggetto della propria ricerca: l'inseguimento vano del loro desiderio insoddisfatto.
La stesura travagliata del poema, che ha visto come si diceva tre edizioni, ha anche portato progressivamente con sé un diverso approccio al testo da parte dell'autore; alle modifiche strutturali corrisponde anche una diversa concezione del mondo, più pessimista e matura, che si ritrova negli episodi aggiunti.
In tutto questo complesso sistema, macchina narrativa inesauribile, s'innesta anche il tema amoroso, principale parallelo tra l'autore e i personaggi, e anche causa principale della follia che aleggia sul poema. Inoltre, il tema amoroso viene presentato in tutte le sue sfaccettature, secondo un principio di corrispondenza di opposizioni mai completamente risolte che è comune a molte altre sfere semantiche del Furioso: gli amori tra Zerbino e Isabella, Olimpia e Oberto, Brandimarte e Fiordiligi, Orlando/Rinaldo e Angelica, Bradamante e Ruggiero sono tutti diversi.
Insieme alla discussione sull'amore e sulle sue diverse manifestazioni, si ripresentano motivi cari alla tradizione epica classica e medievale, come l'amicizia salda fino alla morte (Orlando e Brandimarte; Cloridano e Medoro), l'opposizione tragica tra eroe fatato e invulnerabile e cavaliere puramente mortale, la dimensione eroica del combattente senza paura (Rodomonte). A differenza dell'Orlando Innamorato, nel poema ariostesco ogni personaggio è portatore di un desiderio: che lo lega al proprio destino, lo imprigiona e, di fatto, gli toglie il senno. È il desiderio a muovere ogni cosa: per una donna, per un uomo, ma anche per una spada, un cavallo o le armi di Ettore di Troia contese fra i paladini.
Vero e proprio altro mondo, luogo specchio del regno terrestre, è l'emisfero lunare raggiunto da Astolfo, dove si trova il senno di Orlando insieme a tutte le altre cose che gli uomini smarriscono: fama, gloria terrena, voti, preghiere, amori, vani desideri e vani progetti. La civiltà rinascimentale, è stato notato, ha raggiunto un pieno equilibrio spirituale e sorride con saggezza e agli abbandoni dell'animo umano e alle sue debolezze. Tuttavia, meccanismo che è alla base di operazioni letterarie diversissime come quelle di Machiavelli e Guicciardini, la trama "labirintica" diventa denuncia di un mondo dominato dalla presenza costante dell'imponderabile Fortuna (il "caso"), figura della "crisi della concezione rinascimentale di una realtà naturalmente armoniosa e dominabile dall'intelligenza e dall'azione umana". Il Furioso, interpretato come poema dell'armonia sin dalla celebre affermazione crociana, mostra al suo interno anche una forza corrosiva sulla capacità dell'uomo di essere artefice del proprio destino: la discussione sul rapporto con la Fortuna, simbolo dell'imprevedibile, vero e proprio topos del Rinascimento, fa breccia anche nei potenzialmente infiniti fili narrativi del libro che di quella civiltà è stato sintesi e capolavoro.
Elemento caratterizzante dell'opera è certamente l'armonia nonostante la ricchezza di vicende, che vengono abilmente intrecciate dall'autore in un insieme di episodi, dove i personaggi si incontrano e si separano a seconda degli eventi della grande guerra tra musulmani e cristiani che fa da sfondo all'intero poema.

### L'ideale armonico di Ariosto
Nonostante la struttura, per così dire, "aperta" e la tecnica narrativa fondata su una narrazione policentrica, l'impressione che si ricava dalla lettura del Furioso non è certo quella di un caos disomogeneo, né a livello narrativo, né a livello ideologico. Questo perché su tutto domina, come si diceva, la sapiente opera di armonizzazione di Ariosto.
A creare nel poema l'immagine di un ordine armonico ed equilibrato concorrono un disegno organizzativo rigoroso (legato al principio, caro ad Ariosto, di unità nella molteplicità), le bilanciate architetture compositive (fondate anche su simmetriche geometrie tra i vari canti) e, soprattutto, la scelta linguistica e metrica di Ariosto. Il ritmo dell'ottava ariostesca, in particolare, è di una fluidità impareggiabile: è lontano dalla monotonia caratteristica dei cantari cavallereschi e del poema di Boiardo, e ha ben poco in comune con la bizzarria ritmica dell'ottava di Pulci; come ha fatto notare Italo Calvino, «nell'ottava Ariosto ci si rigira come vuole, ci sta di casa, il suo miracolo è fatto soprattutto di disinvoltura».

### L'ironia
Nel poema le vicende, l'ambiente, i personaggi appartengono al mondo della fantasia. Il contatto con la realtà degli uomini, dei sentimenti, della società rinascimentale avviene attraverso un uso sapiente dell'ironia. Essa, da semplice figura retorica che comunica il contrario di ciò che superficialmente dice, diventa strumento per la scoperta della contraddittorietà del reale e dei limiti dell'uomo. Già nelle ottave del Proemio emerge in due modi, come autoironia (il poeta si dichiara pazzo per amore come Orlando, e capace solo di offrire al suo signore una povera «opera d'inchiostro») e come velata critica al cardinale Ippolito d'Este, presentato come mente elevata occupata in «alti pensieri».
All'avviarsi della narrazione, sono subito riconoscibili (canto primo) esempi di "ironia delle cose" o ironia oggettiva; il più evidente è forse dato dall'inaspettata sconfitta del prode guerriero Sacripante per opera dell'«alto valor/ d'una gentil donzella» (Bradamante). Ma, nello stesso canto, si riconosce un altro uso assai importante dell'ironia: Angelica, per farsi aiutare da Sacripante, dichiara di avere conservato intatta la propria verginità. E subito interviene l'Ariosto a commentare: «Forse era ver, ma non però credibile / a chi del senso suo fosse signore [...] ]». In questo modo, il poeta induce il lettore a prendere le distanze e a collocarsi criticamente rispetto a ciò che i personaggi dicono o fanno. Una terza forma d'ironia si può identificare nei vari modi in cui i vari personaggi, paladini, principesse, e così via (fanno eccezione solo persone particolarmente nobili d'animo come Brandimarte e Fiordiligi, Leone di Bisanzio, Cloridano, Medoro, Zerbino, Isabella e alcune figure minori) si ritrovano in situazioni tutt'altro che eroiche, anzi decisamente "basse" o comiche: il culmine è raggiunto dalle azioni bestiali e grottesche di Orlando impazzito, trasformato in una furia cieca, al punto che, incontrandola per caso, non riesce a riconoscere Angelica, la donna che tanto aveva desiderato di ritrovare.
Il senno di Orlando finisce sulla luna con tutte le altre cose che gli uomini smarriscono. Tutto ciò che sulla terra più affascina e impegna rivela lassù la propria inutilità, in quanto gli uomini si sono concentrati solo sulla loro realizzazione, dimenticando che la vita ha e vuole altro.
Il poema, che manifesta la concezione rinascimentale della vita, presenta quindi una quête con una struttura circolare e un carattere illusorio; lo spazio con una dimensione terrestre e orizzontale; il tempo con una dimensione cronologica non lineare; l'opposizione tra virtù e caso rappresentata con una visione laica e pessimista.

### La critica alle armi da fuoco
Ludovico Ariosto nel poema narra l'effetto della prima diffusione dell'archibugio, arma che all'epoca veniva considerata frutto dell'ingegno del diavolo: un "abominoso ordigno" capace di spostare le sorti di una guerra a vantaggio di chi lo possedesse. Nel poema l'archibugio è destinato a finire sul fondo del mare, tanto diabolica era la sua origine e tanto funesto ed efficace era il suo utilizzo in guerra. Nel canto X, la voce dell'autore ci informa che il "fulgur" viene ritrovato da un negromante, grazie all'aiuto del diavolo, e consegnato agli Alamanni.
 Oltre che sia robusto, e sì possente,

che pochi pari a nostra età ritruova,

e sì astuto in mal far, ch'altrui niente

la possanza, l'ardir, l'ingegno giova;

porta alcun'arme che l'antica gente

non vide mai, né fuor ch'a lui, la nuova:

un ferro bugio, lungo da dua braccia,

dentro a cui polve ed una palla caccia.

Col fuoco dietro ove la canna è chiusa,

tocca un spiraglio che si vede a pena;

a guisa che toccare il medico usa

dove è bisogno d'allacciar la vena:

onde vien con tal suon la palla esclusa,

che si può dir che tuona e che balena;

né men che soglia il fulmine ove passa,

ciò che tocca, arde, abatte, apre e fracassa.

Pose due volte il nostro campo in rotta

con questo inganno, e i miei fratelli uccise:

nel primo assalto il primo; che la botta,

rotto l'usbergo, in mezzo il cor gli mise;

ne l'altra zuffa a l'altro, il quale in frotta

fuggìa, dal corpo l'anima divise;

e lo ferì lontan dietro la spalla,

e fuor del petto uscir fece la palla
(Ludovico Ariosto, Orlando Furioso, 28-30, IX)

## La fortuna dell'opera
Prima grande opera della letteratura moderna a essere pensata per la stampa, l'Orlando Furioso ebbe immediatamente un grande successo attestato dalle 36 ristampe avvenute in meno di un decennio dopo la pubblicazione della versione definitiva nel 1532, e conobbe numerose traduzioni in varie lingue nello stesso Cinquecento e nei secoli successivi.
A lungo l'Orlando Furioso fu letto come opera prevalentemente di evasione. Dobbiamo a Hegel, nell'Ottocento, l'interpretazione del Furioso in chiave di critica dei valori della cavalleria, come testo perciò che segna l'analisi e la consapevolezza della fine di un'epoca storica, il Medioevo, con tutto ciò che esso significava.

### I Dodici Canti
Come possibile seguito del Furioso, o come possibile sua imitazione, vengono scritti in un'epoca immediatamente posteriore, ma piuttosto incerta, i Dodici Canti. L'autore, anonimo, probabilmente era un abitante di Urbino, oppure un cortigiano dei Montefeltro d'Urbino. La lingua non è perfettamente toscana, ma più dialettale. Il poeta attinge a piene mani da frasi e famosi versi dei due poemi, l'Orlando Innamorato  e l'Orlando Furioso: basti pensare al famoso incipit del Furioso ricalcato interamente in quello dei Dodici Canti. Ogni canto contiene circa 120 o 130 ottave, ma il poeta lasciò il lavoro incompiuto al dodicesimo canto. Si pensò a una possibile attribuzione a Luigi Alamanni, che è tuttavia da escludere con ogni probabilità a causa della profonda differenza di stile e di lingua con i poemi di quest'ultimo (Giron Cortese e l'incompiuto Avarchide) e con la materia trattata (un poeta segue il ciclo bretone con al centro degli episodi la guerra, l'altro si ispira al ciclo carolingio ricalcando appunto il modello lirico e amoroso ariostesco e boiardesco).

### Rinaldo Ardito
Nell'Ottocento vengono stampate per l'ultima volta alcune edizioni contenenti alcuni lacunosi e interrotti frammenti tratti da un autografo di Ariosto, contenenti ottave di dubbia attribuzione. Alcune lezioni e troncamenti irregolari non sono mai usati dall'Ariosto, ma vengono usati qui. V'è chi ritiene che sia un lavoro giovanile, ma è da escludere visti gli eventi storici menzionati, avvenuti al tempo della maturità del poeta. Eventuali intrecci con il Furioso o con i Cinque Canti sono ancora dubbi: riguardano gli stessi personaggi e probabilmente la stessa guerra, ma il loro utilizzo e la loro funzione nel contesto sono sconosciuti, essendo anche testi di difficile reperimento e molto frammentati. Il titolo loro convenzionalmente attribuito è dovuto a uno dei frammenti più lunghi in cui Rinaldo si traveste da pagano per penetrare nelle difese dei Mori. V'è chi ritiene che sia opera di Virginio, il figlio del poeta, a imitazione del suo stile e che il padre si sia limitato a copiarlo.

### Il Novecento
Un grande omaggio all'Orlando Furioso lo si deve a Italo Calvino, che non solo ne curò una versione da lui in parte sintetizzata, ma che ai temi e alle vicende degli eroi di Ariosto si riallacciò nel ciclo di romanzi I nostri antenati.
Pio Rajna pubblicò un volume, Le fonti dell'Orlando Furioso, che ne studia la discendenza dalle molte opere letterarie di materia cavalleresca che lo precedettero.
Il filosofo e critico Benedetto Croce fornì una lettura nuova dell'opera, rifiutando anche lui l'idea di un poema d'evasione e sottolineando la sua funzione di grande affresco di un'epoca, vista nei suoi aspetti positivi e negativi.

## Traduzioni del poema

### Autori di traduzioni in inglese
- John Harington
- Leigh Hunt (in prosa)
- Anthony S. Kline
- David R. Slavitt (in ottave)
- William Stewart Rose
- Guido Waldman (in prosa)

### Autori di traduzioni in francese
- Louis-Élisabeth de La Vergne Tressan (in prosa)
- Louis d'Ussieux (in prosa)
- Francisque Reynard (in prosa)
- Amable Tastu (in prosa)

### Autori di traduzione in spagnolo
- Augusto de Burgos
- María de las Nieves Muñiz Muñiz
- Jeronimo Jiménez de Urrea
- José María Micó

### Autori di traduzioni in catalano
- Bonaventura Vallespinosa

### Autori di traduzione in portoghese
- Luiz Vicente De Simoni

### Autori di traduzioni in tedesco
- Otto Gildemeister
- Johann Diederich Gries

## Opere derivate dall'Orlando furioso

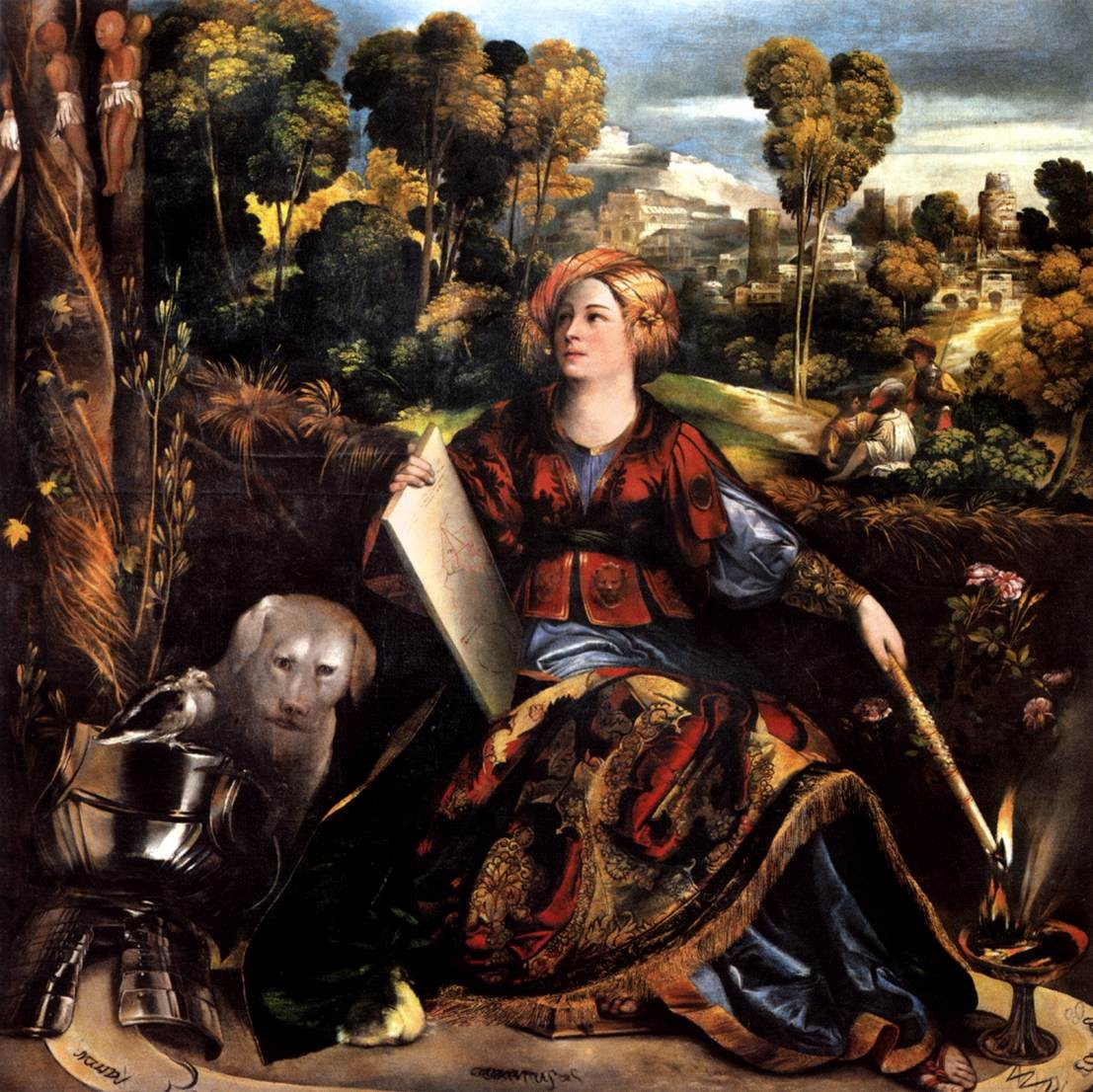
Melissa, dipinto di Dosso Dossi raffigurante la maga all'interno del cerchio magico

### Opere d'arte
- Dosso Dossi, Melissa, dipinto eseguito tra il 1522 e il 1524
- Vincenzo de Barberis, Astolfo attraversa la sfera del fuoco, dipinto di datazione incerta
- Simone Peterzano, Angelica si innamora di Medoro, dipinto di datazione incerta
- Giovanni Lanfranco, Norandino e Lucina scoperti dall'Orco, dipinto di datazione incerta
- Sebastiano Ricci, Angelica e Medoro in un paesaggio bucolico, dipinto del 1716
- Giambattista Tiepolo, Ruggero salva Angelica, Angelica soccorre Medoro ferito, Angelica incide il nome di Medoro sulla corteccia, Angelica e Medoro si congedano dai pastori che li hanno ospitati, affreschi del 1757 nella Sala dell'Orlando Furioso di Villa Valmarana "Ai Nani"
- Jean-Auguste-Dominique Ingres, Ruggero libera Angelica, dipinto del 1819
- Alexandre-Évariste Fragonard, Bradamante sulla tomba di Merlino, dipinto del 1820
- Bartolomeo Pinelli, serie di 100 incisioni tratte da vari episodi del poema, realizzate negli anni 1828-29
- Massimo d'Azeglio, Combattimento di Rinaldo e Gradasso e Morte di Zerbino, dipinti del 1839
- Eugène Delacroix, Marfisa, dipinto del 1852
- Gustave Doré, serie di incisioni tratte da vari episodi del poema, realizzate nel 1879

### Opere teatrali
- Angelica in Ebuda, tragedia di Gabriello Chiabrera (1615)
- Il Medoro, tragedia in versi di Giovanni Dolfin (pubblicata postuma nel 1730)
- Rinaldo di Mont'Albano, tragicommedia in versi di Carlo Goldoni (1736)

### Opere liriche

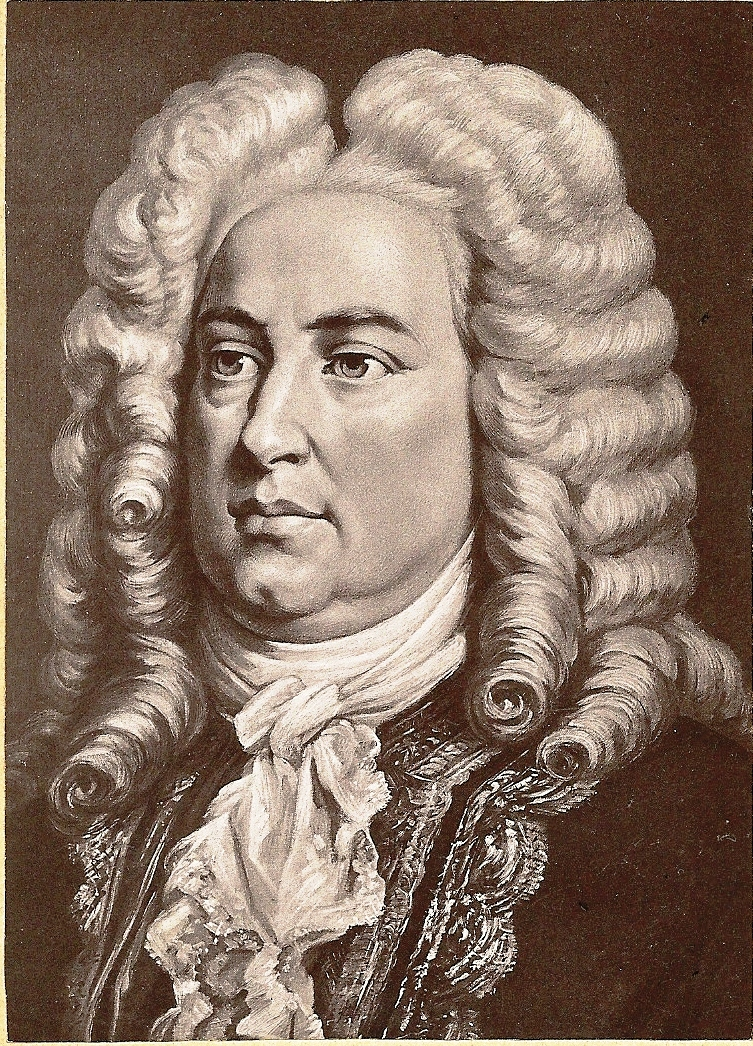
Georg Friedrich Händel, autore di varie opere liriche tratte dal poema di Ariosto

- La liberazione di Ruggiero dall'isola d'Alcina, opera comica in quattro scene di Francesca Caccini, eseguita per la prima volta il 3 febbraio 1625 alla Villa medicea del Poggio Imperiale a Firenze, su un libretto di Ferdinando Saracinelli
- Il palazzo incantato, opera in un prologo e tre atti su libretto di Giulio Rospigliosi, futuro papa Clemente IX (prima rappresentazione nel 1642)[30]
- Rolando (Orlando), opera con musica di Jean-Baptiste Lully e libretto di Philippe Quinault rappresentata per la prima volta l'8 gennaio 1685 alla reggia di Versailles
- Olimpia vendicata, musiche di Alessandro Scarlatti, libretto di A. Aureli, 1685
- Bradamante, opera del compositore francese Louis Lacoste eseguita per la prima volta all'Opéra national de Paris il 2 maggio 1707
- Orlando, ovvero la gelosa pazzia, musiche di Domenico Scarlatti, libretto di C. S. Capece, 1711
- Orlando furioso, musiche di Giovanni Alberto Ristori, libretto di Grazio Braccioli, 1713
- Angelica, musiche di Nicola Porpora, libretto di Pietro Metastasio, 1720
- Alcina delusa da Ruggero, musiche di Tomaso Albinoni, libretto di A. Marchi, 1725
- Orlando furioso, musiche di Antonio Vivaldi, libretto di Grazio Braccioli, 1727
- Orlando furioso, opera seria con musica di Antonio Vivaldi rappresentata la prima volta nel novembre 1727 al Teatro Sant'Angelo di Venezia
- Orlando, musiche di Georg Friedrich Händel, libretto di C. S. Capece, 1733
- Ariodante, musiche di Georg Friedrich Händel, libretto di A. Salvi, 1735
- Ginevra, principessa di Scozia, musiche di Antonio Vivaldi, libretto di A. Salvi, 1736
- Angelica e Medoro, musiche di Carl Heinrich Graun, libretto di L. de Villati, 1749
- Olimpia tradita, musiche di Antonio Sacchini, libretto anonimo, 1758
- I paladini, opera con musica di Jean-Philippe Rameau che debuttò nel 1760
- Il nuovo Orlando, musiche di Niccolò Piccinni, libretto anonimo, 1764
- Alcina, musiche di Georg Friedrich Händel, libretto adattato da uno precedente di A. Fanzaglia, 1735
- Olimpia, musiche di Giovanni Paisiello, libretto di A. Trabucco, 1768
- Ruggiero, musiche di Pietro Alessandro Guglielmi, libretto di C. Mazzolà, 1769
- Il Ruggiero, ovvero L'eroica gratitudine, musiche di Johann Adolf Hasse, libretto di Pietro Metastasio, 1771
- Le pazzie di Orlando, musiche di Pietro Alessandro Guglielmi, libretto di C. F. Badini, 1771
- L'isola di Alcina, musiche di Giuseppe Gazzaniga, libretto di G. Bertati, 1772
- Roland, tragédie lyrique di Niccolò Piccinni, libretto di J. F. Marmontel, 1778
- Orlando Paladino, musiche di Franz Joseph Haydn, libretto di N. Porta, 1782
- Ariodant, musiche di Étienne Nicolas Méhul, libretto di F.-B. Hoffman, 1799
- Ginevra di Scozia, libretto di Gaetano Rossi, messo in musica da Giovanni Simone Mayr (1795), Giuseppe Mosca (1802) e Marcos António Portugal (1805)
- Bombastes Furioso, opera ispirata in parte all'Orlando Furioso e scritta da William Barnes Rhodes (composta nel 1810 e pubblicata ufficialmente nel 1822)

### Musica moderna
- In volo, brano del Banco del Mutuo Soccorso dal loro album d'esordio (1972)
- Orlando Furioso, LP di Giancarlo Chiaramello colonna sonora dello spettacolo teatrale Orlando furioso (1975)
- Astolfo, brano dei Negramaro tratto dal singolo Nuvole e lenzuola (2006)
- Orlando: le forme dell'amore, album del Banco del Mutuo Soccorso (2022)

### Film e sceneggiati
- Orlando e i paladini di Francia (1956), film diretto da Pietro Francisci
- Orlando furioso (1975), sceneggiato televisivo (regia di Luca Ronconi, tratto dall'omonimo spettacolo teatrale)
- I Paladini: Storia d'armi e d'amori (1983), film diretto da Giacomo Battiato
- Ariodante: Opera in tre atti, versione filmata da Matteo Ricchetti dell'episodio di Ariodante rivisitato in chiave moderna[31] secondo l'omonima opera di Händel portata in scena da John Pascoe al Teatro Caio Melisso di Spoleto nel luglio 2007[32]
- Orlando furioso d'Antonio Vivaldi, film per la televisione del 2011[33]
- Ariodante, film per la televisione del 2014[34]
- Alcina, film per la televisione del 2015[35]
- Orlando furioso, film per la televisione del 2018[36]

### Parodie a fumetti
- Paperin furioso, storia a fumetti con protagonista Paperino, scritta e disegnata da Luciano Bottaro
- Orlando furioso, parodia a fumetti scritta e disegnata da Pino Zac
- La leonessa di Dordona, novella grafica scritta/disegnata da Enrico Orlandi e Gaia Cardinali

### Giochi
- Orlando furioso: gioco di ruolo dei Paladini di Re Carlo, di Andrea Angiolino e Gianluca Meluzzi
- Orlando's Wars, gioco di carte collezionabili, di Enrico Maria Giglioli

### Fonti
- Orlando Furioso, 2 voll., Torino, Einaudi, 1992, ISBN 88-06-17698-6.
- Italo Calvino, Orlando furioso di Ludovico Ariosto raccontato da Italo Calvino. Con una scelta del poema, Collana Gli struzzi n.11, Torino, Einaudi, 1970.
- Orlando Furioso secondo l'editio princeps del 1516, a cura di Tina Matarrese e Marco Praloran, Collana Nuova raccolta di classici italiani annotati, Torino, Einaudi, 2016, ISBN 978-88-06-18597-8.
- Ludovico Ariosto, Orlando Furioso, Con introduzione e commento di Piero Nardi, a cura di Piero Nardi, Milano, Mondadori, 1966, OCLC 622840649, SBN TO01873092.

### Approfondimenti
- Roger Baillet, Le Monde poétique de l'Arioste. Essai d'interprétation du Roland furieux, L'Hermès, Parigi, 1977.
- Cristina Barbolani, Poemas caballerescos italianos, Editorial Síntesis, Madrid, 2005.
- Walter Binni, Metodo e poesia di Ludovico Ariosto e altri studi ariosteschi, Firenze, La Nuova Italia Editrice, 1996.
- Maria Cristina Cabani, Costanti ariostesche. Tecniche di ripresa e memoria interna nell'Orlando furioso, Scuola Normale Superiore, Pisa, 1990.
- Alberto Casadei, Il percorso del Furioso, il Mulino, Bologna, 1993.
- Jo Ann Cavallo, Ariosto and Tasso: From Public Duty to Private Pleasure, University of Toronto Press, Toronto-Buffalo-London, 2004.
- Jo Ann Cavallo, The World Beyond Europe in the Romance Epics of Boiardo and Ariosto, University of Toronto Press, 2013.
- Benedetto Croce, Ariosto, a cura di Giuseppe Galasso, Adelphi Edizioni, Milano, 1991.
- Vera Di Natale e Vito Carrassi (a cura di), L'epopea cavalleresca nella letteratura e nell'immaginario popolare, Bari, Mario Adda Editore, 2007, ISBN 9788880826996.
- Giulio Ferroni, Ariosto, Salerno Editrice, Roma, 2008.
- Stefano Jossa, La fantasia e la memoria. Intertestualità ariostesche, Liguori, Napoli, 1996.
- Stefano Jossa, La fondazione di un genere. Il poema eroico tra Ariosto e Tasso, Roma, Carocci, 2002.
- Stefano Jossa, Ariosto, Il Mulino, Bologna, 2009.
- Julia M. Kisacky, Magic in Boiardo and Ariosto, Peter Lang, New York, 2000.
- Aline Laradji, La Légende de Roland: de la genèse française à l'épuisement de la figure du héros en Italie, L'Harmattan, Parigi, 2008.
- Giusto Lo Dico, Storia dei Paladini di Francia, 13 volumi, a cura di Felice Cammarata, Riedizione dell'opera pubblicata a Palermo da G. Leggio nel 1902, Celebes Editore, Trapani, 1971-1972.
- Silvia Longhi, Orlando insonniato. Il sogno e la poesia cavalleresca, Franco Angeli, Milano, 1990.
- Michael Murrin, History and Warfare in Renaissance Epic, The University of Chicago Press, Chicago-London, 1997.
- Marco Praloran, Tempo e azione nell'Orlando Furioso, Firenze, Olschki, 1999
- Pio Rajna, Le fonti dell'Orlando furioso, Sansoni, Firenze, 1876 (ristampato da Elibron Classics, 2006).
- Giuseppe Sangirardi, Ludovico Ariosto, Le Monnier, Firenze, 2007.
- Carmen Siviero e Alessandra Spada, Nautilus: Alla scoperta della letteratura italiana, volume Manuale di Storia della Letteratura Italiana di Carlo Bertorelle, Zanichelli, Bologna, 2000.
- Marco Villoresi, La letteratura cavalleresca. Dai cicli medievali all'Ariosto, Carocci, Roma, 2000.
- Sergio Zatti, Il Furioso fra epos e romanzo, Pacini Fazzi, Lucca, 1990.